# 中通 (秋田市)
中通（なかどおり）は、秋田市中心部の地区。中通一丁目から中通七丁目までの7町が設置されている。郵便番号は010-0001。住居表示実施済み地区。

## 地理
秋田市の中央部に位置する。東をJR奥羽本線・羽越本線、南を南大通り（秋田市道）、西を旭川、北を広小路（秋田県道26号秋田停車場線）に囲まれた範囲だが、秋田駅付近は駅・線路用地を広く中通七丁目に含むため、概ね長方形の町域のうち北東部が北へ突き出した形になっている。
町内の区画は、戦後の区画整理で作られた新しい道（中央通りなど）を除き藩政期からの古い町形がほぼそのまま残っており、隘路や食い違いが多い。特に南端付近は堀を埋め立てた跡地を跨いでいるため、複雑な道路線形になっている。
北東は手形（新栄町・字山崎・字西谷地）、東は東通仲町、南は南通（宮田・築地・みその町・亀の町）、西は大町、北は千秋（明徳町・久保田町・城下町）に隣接する。

### 河川
- 旭川

## 産業
秋田駅の西口に面し、かつては老舗から大型ショッピングセンターまで多くの店舗が立ち並ぶ秋田市最大の商業地であったが、郊外型の大規模商業施設が増加するにつれ衰退が著しい。2012年（平成24年）に中通一丁目地区再開発事業が完成した。

## 歴史
久保田藩主佐竹氏の居城であった久保田城の南側正面に位置し、藩主一門や高禄の家臣が在した侍町に相当する。正式な町名としての「中通」は1966年（昭和41年）の住居表示実施に伴って作られた新しい地名だが、江戸時代の当地にあった廓が「中通廓」と呼ばれていた。絵図に中通と書かれた記録はないものの、『八丁夜話』1809年（文化6年）12月21日の条に「手形・楢山の町々岡本元長に属し、亀の丁・中通り・保戸野・中島は匹田定綱に属す」、『秋田町士商区別』に「魚類触売り三の丸山ノ手、中通ハ之ヲ禁ス」とあるなど、中通と呼ばれた事は確かとされている。
廓に含まれた町は、旧町名でいう長野町・土手谷地町・中谷地町・東根小屋町・西根小屋町・長町・土手長町・古川堀反町である。現在の中通と照らし合わせると、北側は千秋明徳町の西部を含み、東側は二丁目・四丁目・六丁目の各一部と七丁目の全域を除き（アゴラ広場付近まで。その東は長沼・手形）、南は五丁目・六丁目の各一部を除き（南大通りよりやや北側まで。その南は亀ノ丁・築地・長野下）、西は変わらない。幕末にはこの範囲に加えて、鷹匠町・台所町・北ノ丸新町（現在の千秋矢留町・千秋北の丸西部）の小禄の侍町も廓に含めていたと考えられている。
なお、中通の町名成立より1年早く（1965年（昭和40年）4月1日）廃止された秋田市の旧町名に「中通町」（なかとおりまち）があるが、これは現在の大町一丁目及び保戸野通町にあたる外町（町人町）の一角であり、内町（侍町）の中通とは無関係である。

### 沿革
- 慶長12年（1607年） - 久保田城下に中通廓が新設される。
- 元和5年（1619年） - 中通廓が割直しされる。
- 明治5年10月12日（1872年11月12日） - 秋田県庁を旧久保田城本丸から東根小屋町の本部学校（旧明徳館）へ移す[5][6]。
- 1873年（明治6年） 
  - 2月18日 - 東根小屋町に秋田県初の公立小学校（変則小学校、後の日新学校）が設立される[7]。
  - 8月24日 - 県庁聴訟課より出火し庁舎全焼[8][9]。
  - 11月27日 - 長野町の空き官舎（旧佐竹北家邸）を改築して県庁とする[6][8]。
- 1880年（明治13年）4月19日 - 秋田土手長町に県庁新庁舎が落成。昭和32年に全焼するまで使用された[10]。
- 1889年（明治22年）
  - 4月1日 - 市制施行に伴い、中通廓を含む旧城下町のほぼすべてが合併し、秋田市が成立。秋田市○○町となる。
  - 7月12日 - 秋田市役所を土手長町中丁の旧南秋田郡役所に置く。
- 1899年（明治32年）9月1日 - 中谷地町に秋田中谷地郵便受取所が開設[11]。
- 1902年（明治35年）10月21日 - 秋田駅が開業。
- 1906年（明治39年）9月15日 - 秋田中谷地郵便局が東根小屋町に移転し、秋田広小路郵便局に改称[12]。
- 1929年（昭和4年）3月11日 - 亀ノ丁新町に秋田亀ノ丁郵便局が開局[13]。
- 1931年（昭和6年）12月17日 - 秋田電車の市内線（秋田駅前 - 県庁前間）が開通[14]。
- 1937年（昭和12年）2月26日 - 楢山字長沼に秋田駅前郵便局が開局[15]。
- 1939年（昭和14年）11月7日 - 秋田電車の市内線が廃止[16]。翌年4月に軌道撤去。
- 1951年（昭和26年）2月7日 - 市営化した秋田市電の市内線（秋田駅前 - 県庁前）が再開通し、市外線（県庁前 - 土崎）と接続する。
- 1957年（昭和32年）8月12日 - 県庁全焼[10]。
- 1961年（昭和36年）9月1日 - 秋田駅が2代目駅舎に改築される。
- 1963年（昭和38年）9月 - 秋田市電の木内前停留所を廃止、産業会館前停留所を新設[17]。
- 1966年（昭和41年）
  - 1月1日 - 秋田市電を営業休止。
  - 3月31日 - 秋田市電を全線廃止。
  - 4月1日 - 住居表示実施に伴い、中通一丁目から中通七丁目までの7町が作られる[18]。
- 1969年（昭和44年）
  - 4月1日 - 秋田広小路郵便局が秋田中通一郵便局に、秋田亀ノ丁郵便局が秋田中通六郵便局に改称。
  - 2月23日 - 中通四丁目に秋田電報電話局中通分局が開局。
- 1980年（昭和55年）4月1日 - 明田地下道が開通する[19][20]。
- 1997年（平成9年）3月16日 - 秋田駅が3代目（現）駅舎に改築される。
- 2006年（平成18年）2月1日 - 秋田駅東部の区画整理に伴い、中通七丁目の一部が分割され東通仲町へ編入される[21]。
- 2007年（平成19年）9月15日 - 秋田中央道路が開通。中通一丁目に中央街区出口が設置される。
- 2012年（平成24年）7月21日 - 中通一丁目再開発事業が完成。
- 2020年（令和2年）3月19日 - 秋田中通一郵便局が秋田駅ビルトピコに移転し、秋田駅トピコ郵便局に改称[22]。

### 町名の変遷
以下はすべて住居表示実施に伴う変更。
| 実施後     | 実施年月日     | 実施前                                            |
| ---------- | -------------- | ------------------------------------------------- |
| 中通一丁目 | 昭和41年4月1日 | 上長町 かみながまち                               |
| 中通一丁目 | 昭和41年4月1日 | 土手長町中丁（一部） どてながまちなかちょう       |
| 中通一丁目 | 昭和41年4月1日 | 西根小屋町上丁 にしねごやまちかみちょう           |
| 中通一丁目 | 昭和41年4月1日 | 東根小屋町（一部） ひがしねごやまち               |
| 中通二丁目 | 昭和41年4月1日 | 土手谷地町（一部） どてやちまち                   |
| 中通二丁目 | 昭和41年4月1日 | 長野町（一部） ながのまち                         |
| 中通二丁目 | 昭和41年4月1日 | 中谷地町（一部） なかやちまち                     |
| 中通二丁目 | 昭和41年4月1日 | 楢山字長沼（一部） ならやま あざながぬま          |
| 中通二丁目 | 昭和41年4月1日 | 東根小屋町（一部） ひがしねごやまち               |
| 中通三丁目 | 昭和41年4月1日 | 土手長町末丁（一部） どてながまちすえちょう       |
| 中通三丁目 | 昭和41年4月1日 | 土手長町中丁（一部） どてながまちなかちょう       |
| 中通三丁目 | 昭和41年4月1日 | 土手長町中横丁 どてながまちなかよこちょう         |
| 中通三丁目 | 昭和41年4月1日 | 中長町 なかながまち                               |
| 中通三丁目 | 昭和41年4月1日 | 西根小屋町末丁（一部） にしねごやまちすえちょう   |
| 中通三丁目 | 昭和41年4月1日 | 西根小屋町中丁 にしねごやまちなかちょう           |
| 中通三丁目 | 昭和41年4月1日 | 東根小屋町（一部） ひがしねごやまち               |
| 中通四丁目 | 昭和41年4月1日 | 土手谷地町（一部） どてやちまち                   |
| 中通四丁目 | 昭和41年4月1日 | 長野町（一部） ながのまち                         |
| 中通四丁目 | 昭和41年4月1日 | 中谷地町（一部） なかやちまち                     |
| 中通四丁目 | 昭和41年4月1日 | 楢山字長沼（一部） ならやま あざながぬま          |
| 中通四丁目 | 昭和41年4月1日 | 東根小屋町（一部） ひがしねごやまち               |
| 中通五丁目 | 昭和41年4月1日 | 亀ノ丁西土手町（一部） かめのちょうにしどてまち   |
| 中通五丁目 | 昭和41年4月1日 | 亀ノ丁東土手町（一部） かめのちょうひがしどてまち |
| 中通五丁目 | 昭和41年4月1日 | 亀ノ丁堀反町 かめのちょうほりばたまち             |
| 中通五丁目 | 昭和41年4月1日 | 下長町 しもながまち                               |
| 中通五丁目 | 昭和41年4月1日 | 田町（一部） たまち                               |
| 中通五丁目 | 昭和41年4月1日 | 土手長町末丁（一部） どてながまちすえちょう       |
| 中通五丁目 | 昭和41年4月1日 | 中亀ノ丁上丁（一部） なかかめのちょうかみちょう   |
| 中通五丁目 | 昭和41年4月1日 | 西根小屋町末丁（一部） にしねごやまちすえちょう   |
| 中通五丁目 | 昭和41年4月1日 | 東根小屋町（一部） ひがしねごやまち               |
| 中通六丁目 | 昭和41年4月1日 | 亀ノ丁新町（一部） かめのちょうしんまち           |
| 中通六丁目 | 昭和41年4月1日 | 田町（一部） たまち                               |
| 中通六丁目 | 昭和41年4月1日 | 土手谷地町（一部） どてやちまち                   |
| 中通六丁目 | 昭和41年4月1日 | 長野下新町（一部） ながのしたしんまち             |
| 中通六丁目 | 昭和41年4月1日 | 長野下堀反町 ながのしたほりばたまち               |
| 中通六丁目 | 昭和41年4月1日 | 長野町（一部） ながのまち                         |
| 中通六丁目 | 昭和41年4月1日 | 中谷地町（一部） なかやちまち                     |
| 中通六丁目 | 昭和41年4月1日 | 楢山字長沼（一部） ならやま あざながぬま          |
| 中通六丁目 | 昭和41年4月1日 | 西根小屋町末丁（一部） にしねごやまちすえちょう   |
| 中通六丁目 | 昭和41年4月1日 | 東根小屋町（一部） ひがしねごやまち               |
| 中通七丁目 | 昭和41年4月1日 | 手形堀反町（一部） てがたほりばたまち             |
| 中通七丁目 | 昭和41年4月1日 | 楢山字長沼（一部） ならやま あざながぬま          |

## 世帯数と人口
2016年（平成28年）10月1日現在の世帯数と人口は以下の通りである。
| 丁目       | 世帯数    | 人口    |
| ---------- | --------- | ------- |
| 中通一丁目 | 240世帯   | 463人   |
| 中通二丁目 | 63世帯    | 70人    |
| 中通三丁目 | 433世帯   | 680人   |
| 中通四丁目 | 179世帯   | 395人   |
| 中通五丁目 | 610世帯   | 988人   |
| 中通六丁目 | 513世帯   | 961人   |
| 中通七丁目 | 190世帯   | 390人   |
| 計         | 2,228世帯 | 3,947人 |

## 交通

### 鉄道
- JR東日本秋田新幹線・奥羽本線・羽越本線
  - 秋田駅
- 秋田市電（廃止）
  - 秋田駅前駅 - 連隊前駅 - 公園前駅 - 木内前駅 - 産業会館前駅（1963年（昭和38年）の木内前駅廃止と同時に設置）

### バス
広小路と中央通りは、秋田駅西口を発着する多数のバス路線の共通経路となっているが、いずれも一方通行であるためこれらを通る便は上り下りで異なる経路を通る。なお、概ね中通地区の外縁を反時計回りに走行する形で、中心市街地循環バス「ぐるる」（全区間運賃100円）が運行している。
- 秋田中央交通
  - 《広小路》秋田駅西口 （→ 千秋久保田町方面） → 千秋公園入口 → 木内前
  - 《中央通り》中通一丁目 → 中通二丁目 → （千秋久保田町方面 →） 買物広場 → 秋田駅西口
  - 《通町方面》（広小路 →）（→ 中央警察署前方面） / （中央警察署前方面 →） 二丁目橋 （→ 中央通り）
  - 《大町方面》（広小路 →） 二丁目橋 （→ 交通公社前方面） / （交通公社前方面 →）（→ 中央通り）
  - 《楢山方面》（広小路 →） 二丁目橋 - 北都銀行前 （→ 有楽町方面） / （有楽町方面 →） 北都銀行前 （→ 中央通り）
  - 《東通・築地方面》（東通仲町方面、築地北丁方面 ←→） 明田地下道入口 - 秋田駅西口
  - 《駅東線の一部》（東通仲町方面 →） 中通七丁目 → 南大通り・中通病院前 → 中通六丁目郵便局前 → 五丁目橋 → 北都銀行前 （→ 交通公社前方面）

### 道路
- 秋田県道26号秋田停車場線（広小路）

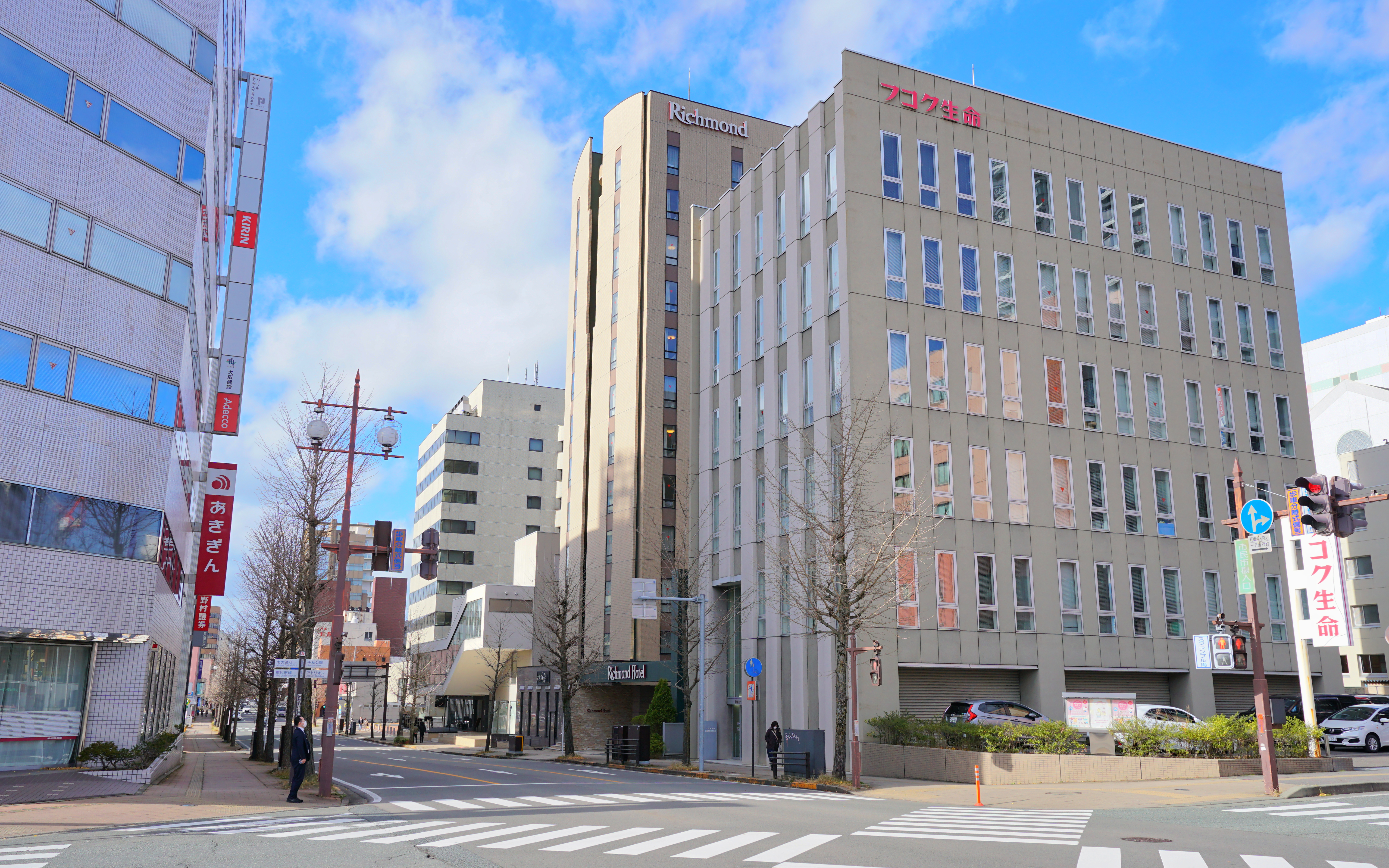
中央通り（市民市場前交差点）

- 秋田県道28号秋田岩見船岡線（土手長町通り）
- 秋田県道62号秋田北野田線（秋田中央道路） - 中央街区ランプ
- 仲小路
- 中央通り
- 南大通り

## 施設

### 中通一丁目
- ベルドゥムール ランドマーク秋田
- みずほ銀行秋田支店
  - みずほ証券プラネットブース秋田
- 木内
- 秋田キャッスルホテル
- エリアなかいち
- あすか信用組合秋田支店

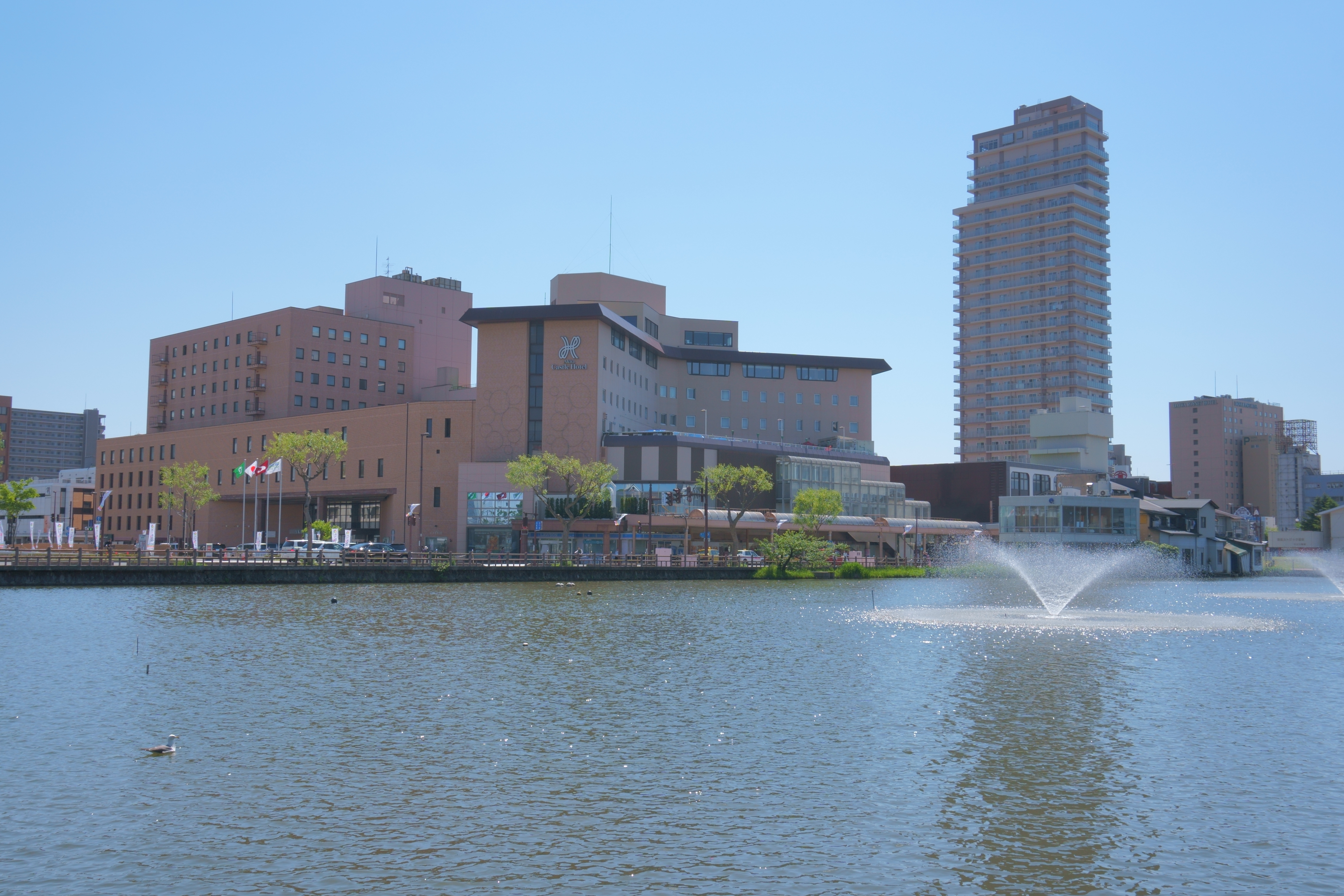
ベルドゥムール ランドマーク秋田と秋田キャッスルホテル
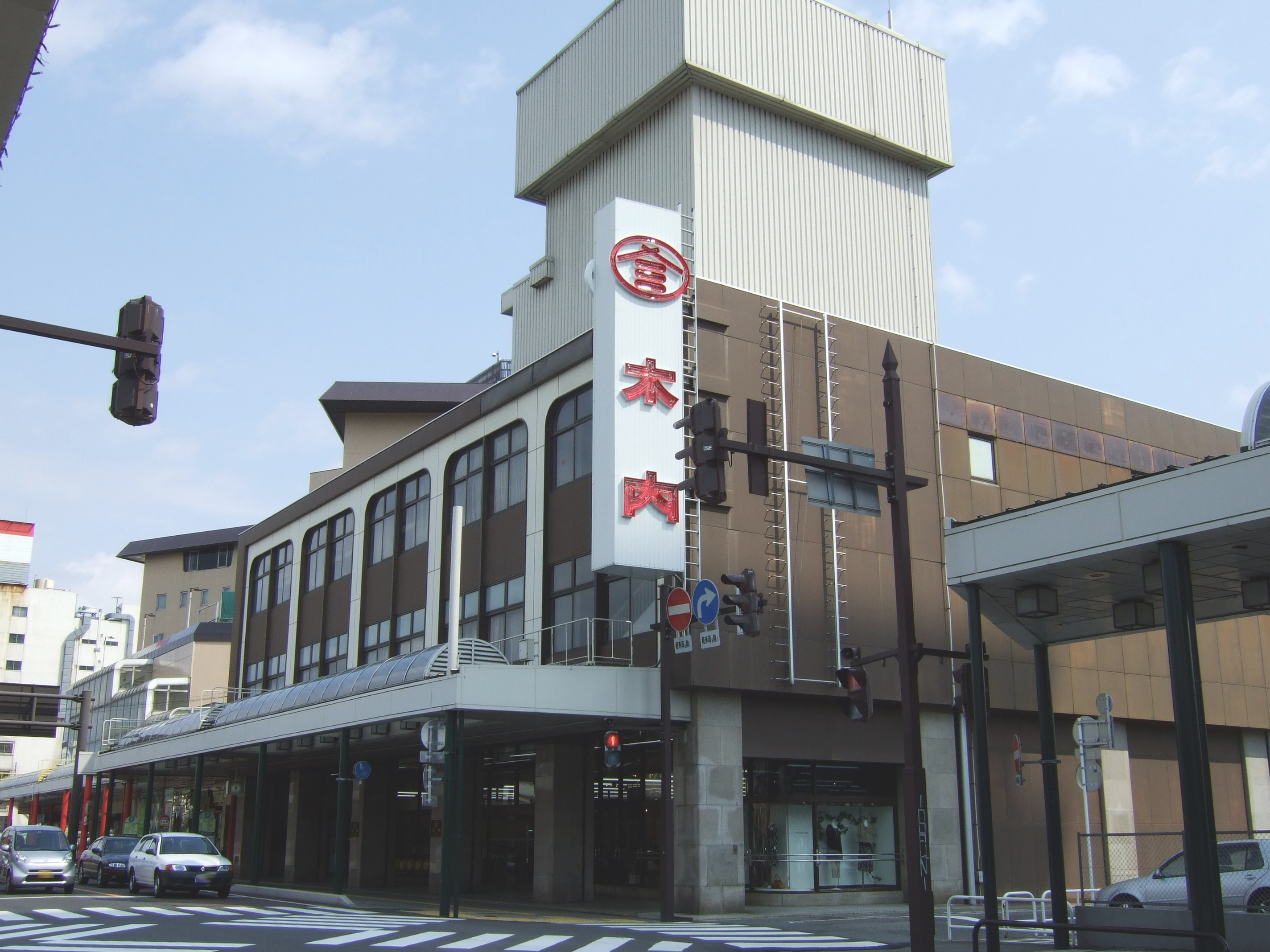
木内
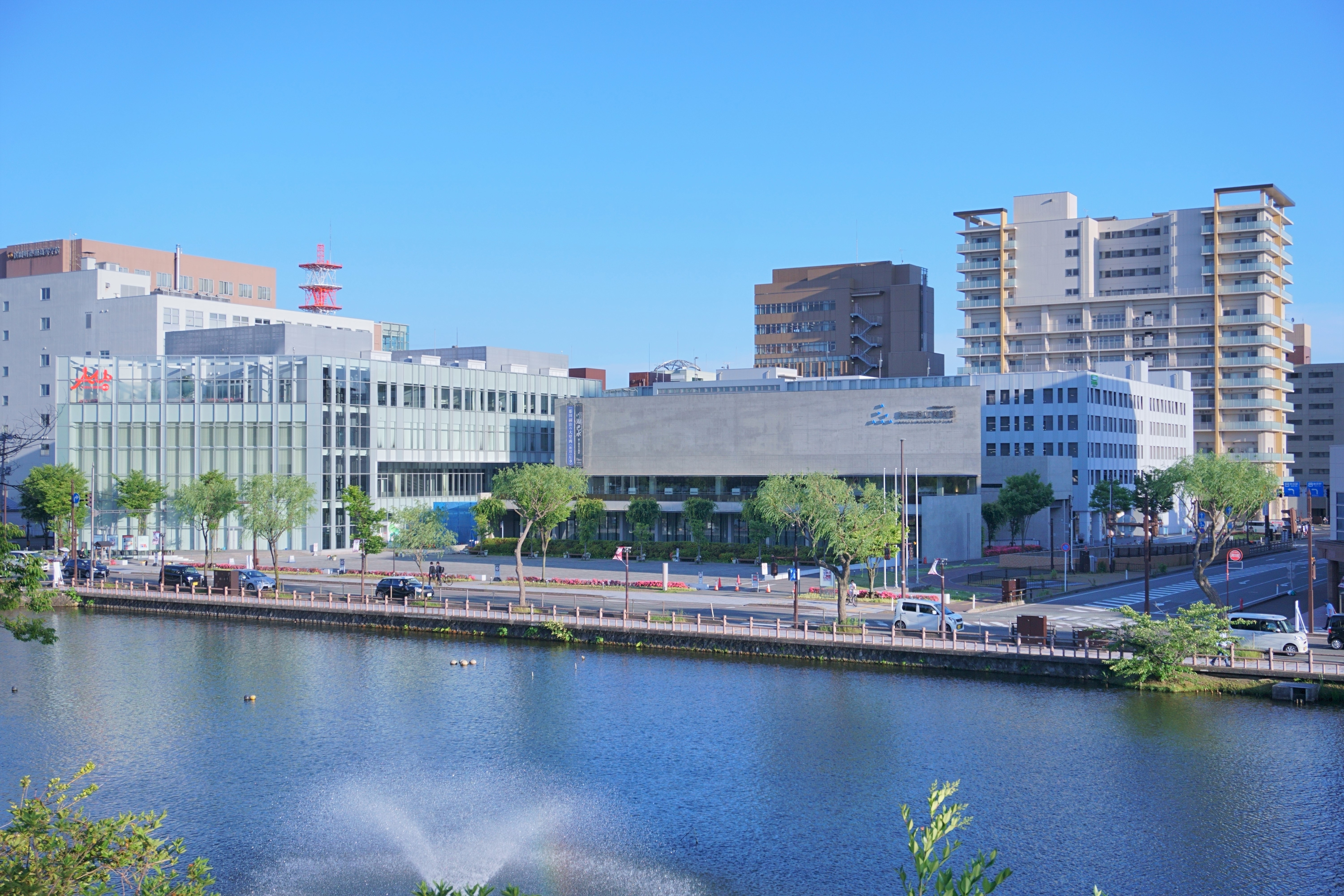
エリアなかいち

### 中通二丁目
- 秋田県立秋田明徳館高等学校
- 秋田総合生活文化会館・美術館（アトリオン）
  - 七十七銀行秋田支店
- ゆうちょ銀行秋田店
- 秋田中央ビルディング（西武秋田店、ANAクラウンプラザホテル秋田）
- 緑屋
- フォンテAKITA
- クロッセ秋田
  - 北都銀行秋田駅前支店...1F西側
  - 秋田信用金庫秋田駅前支店...1F東側
- 商工組合中央金庫秋田支店

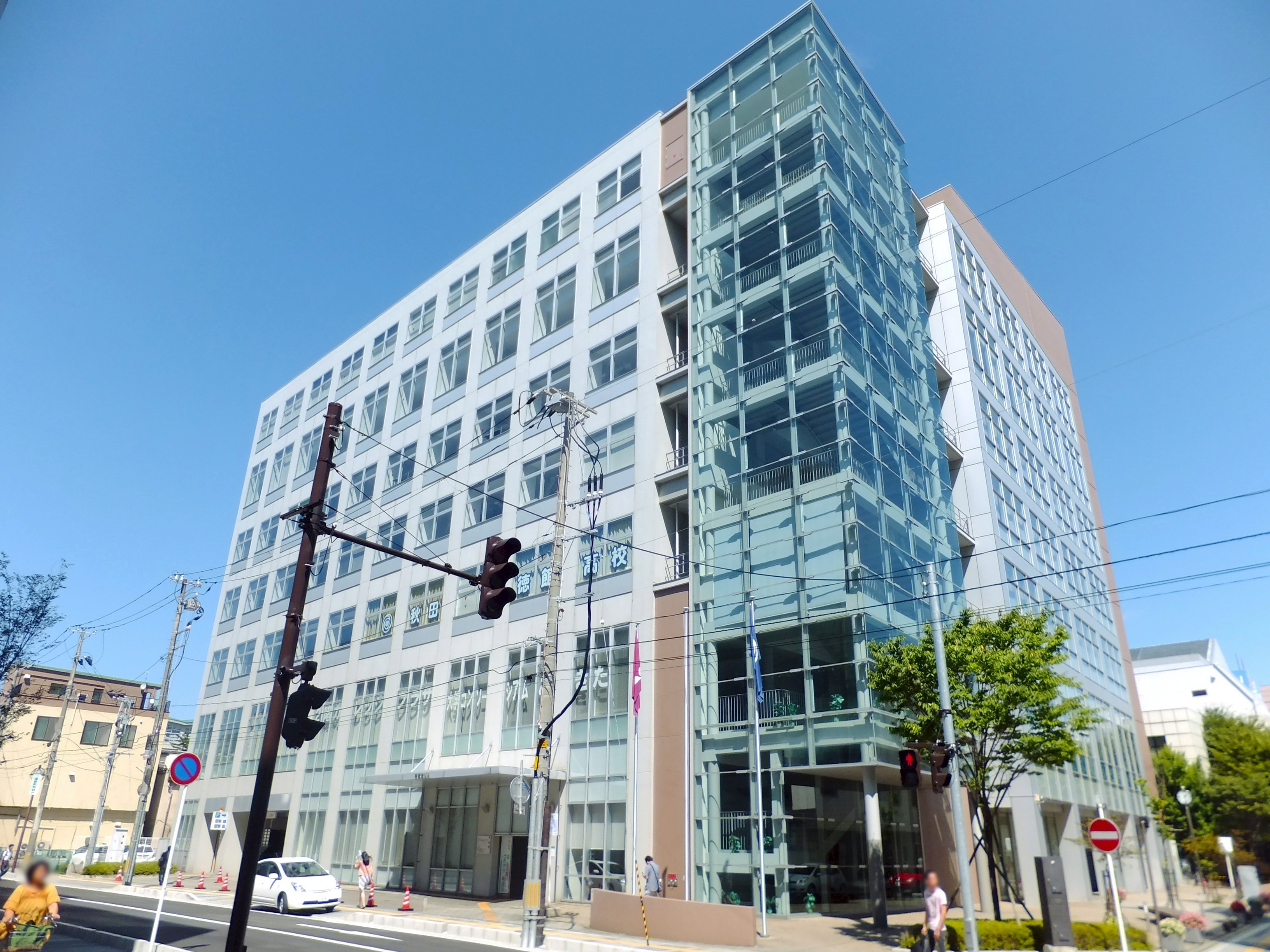
秋田明徳館高校
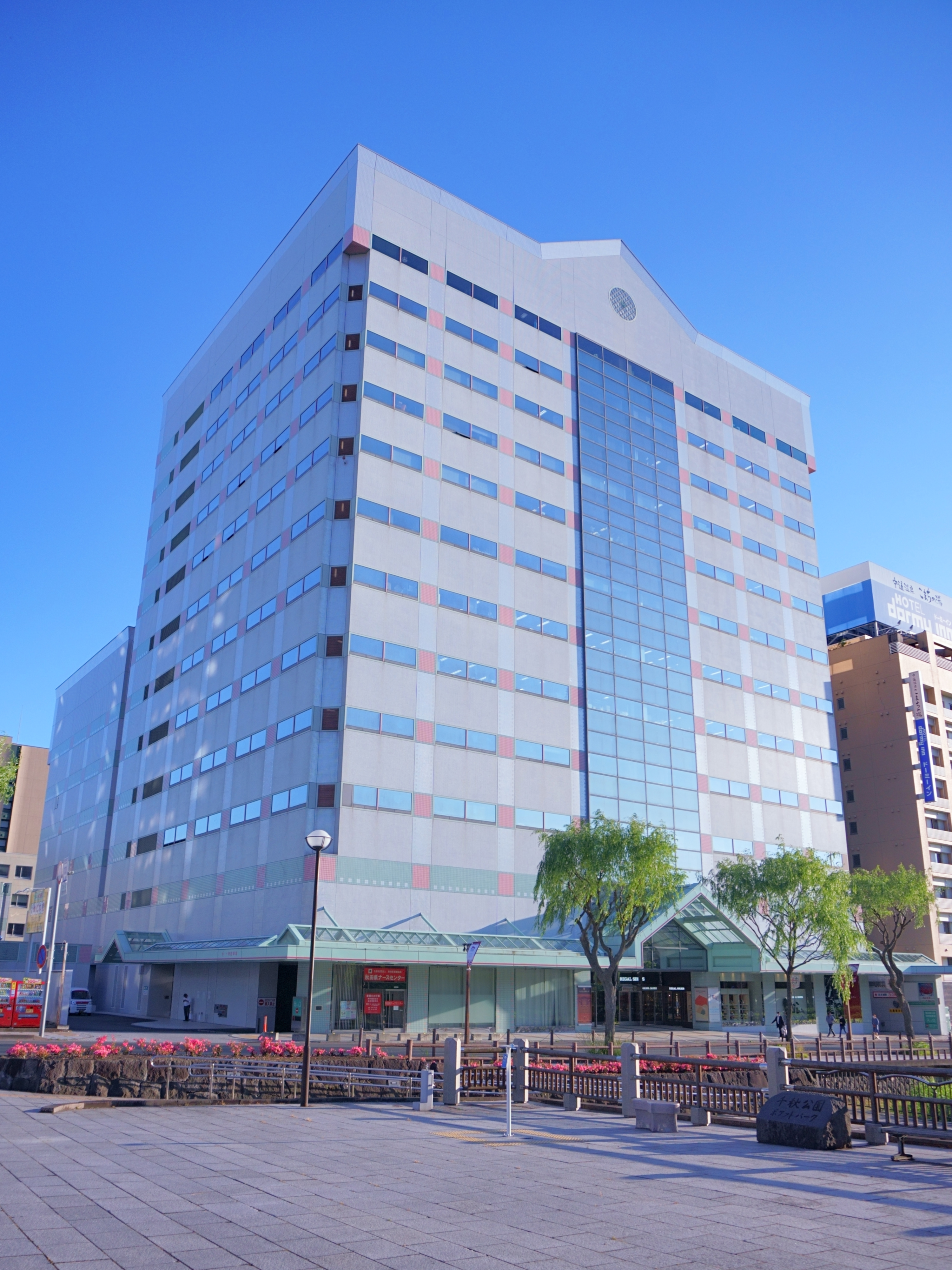
アトリオン
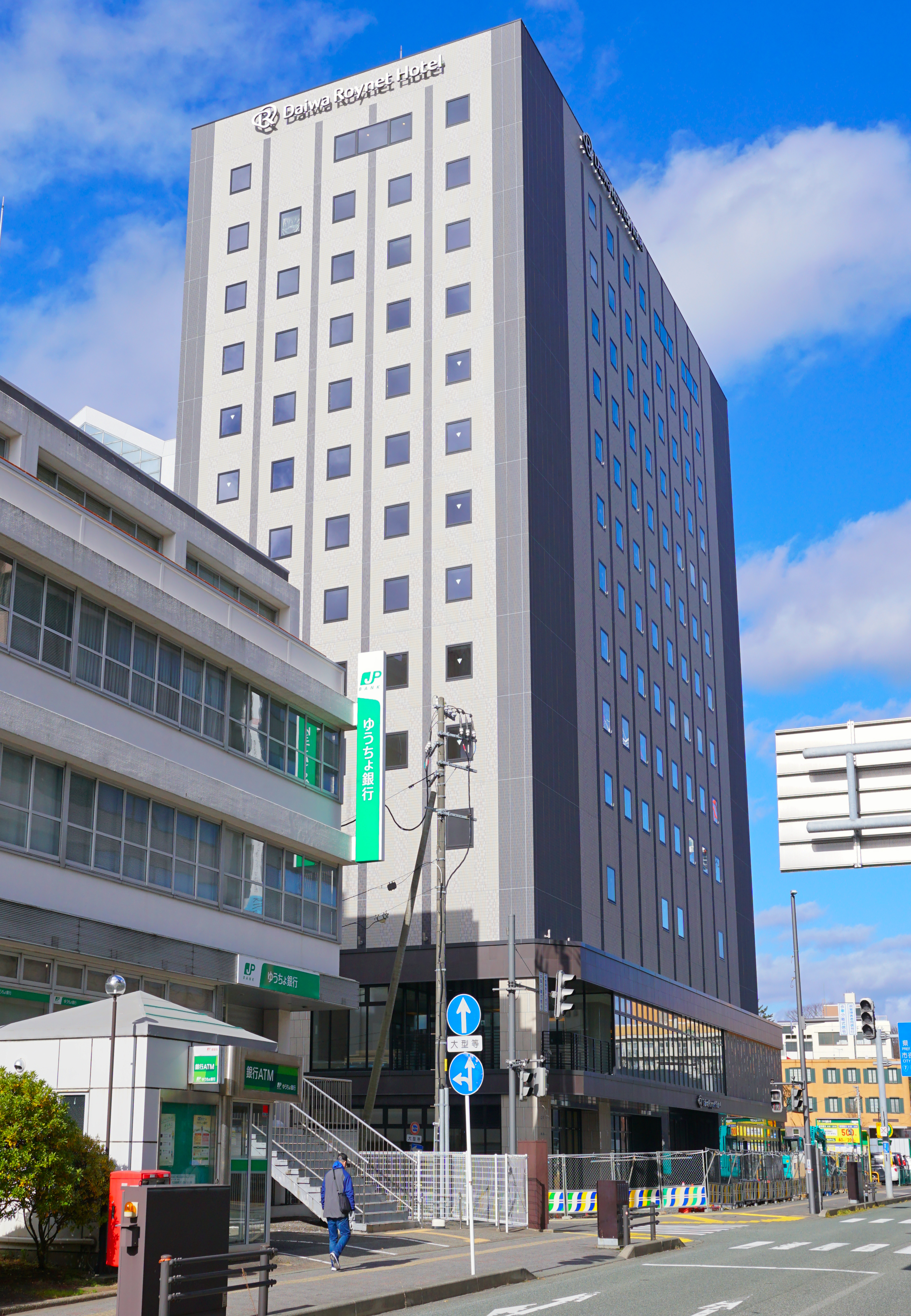
ダイワロイネットホテル秋田駅前
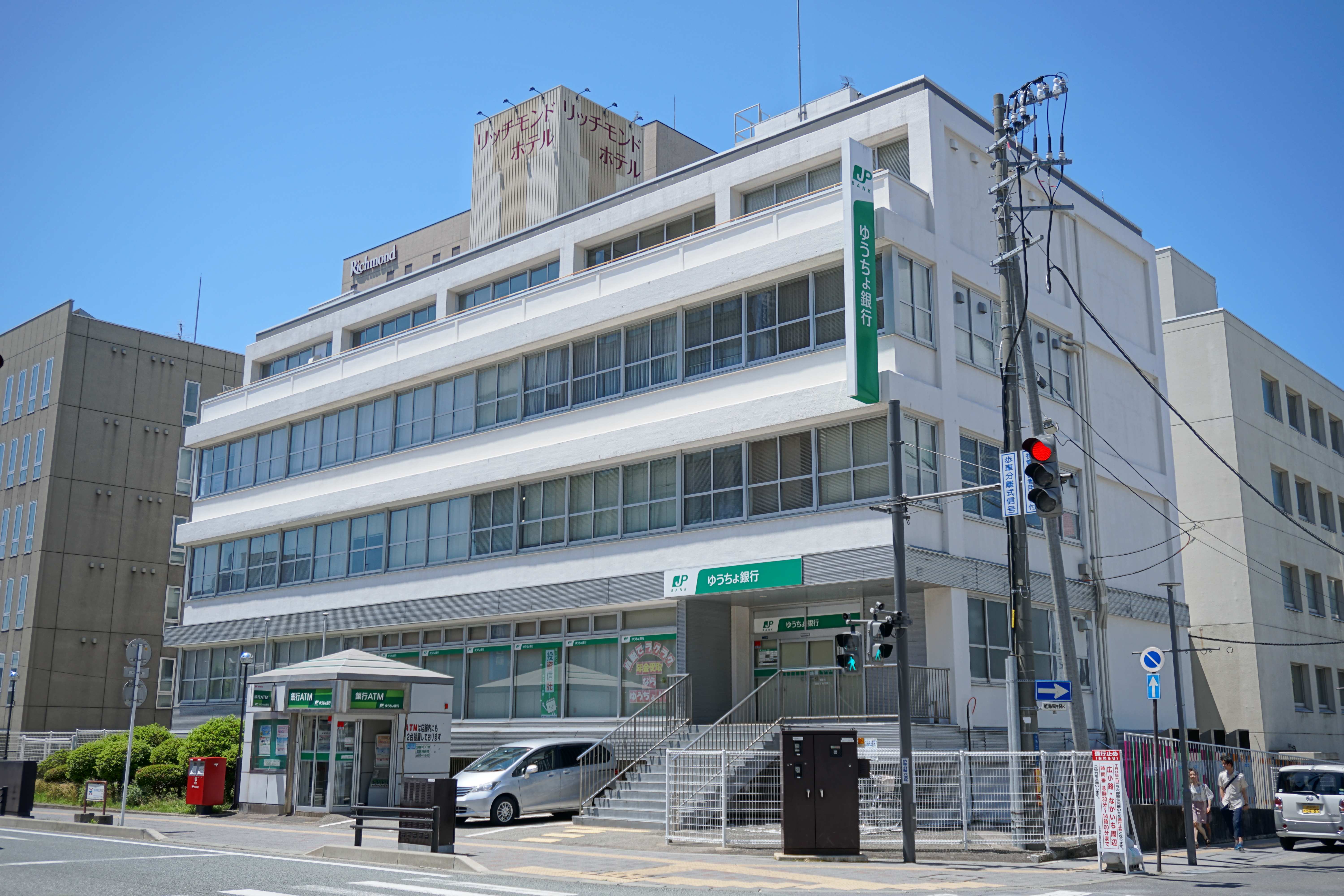
ゆうちょ銀行秋田店
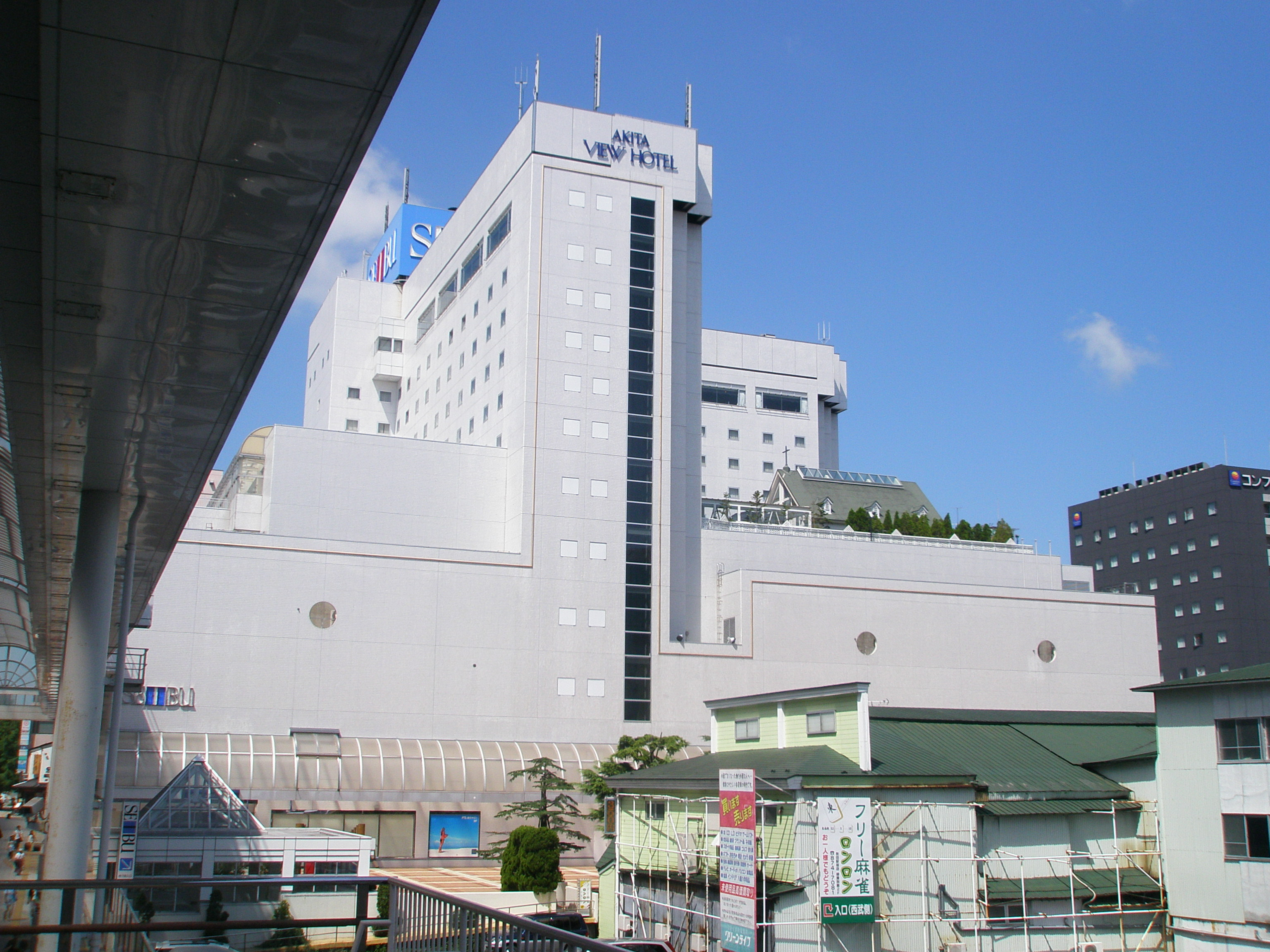
秋田中央ビルディング
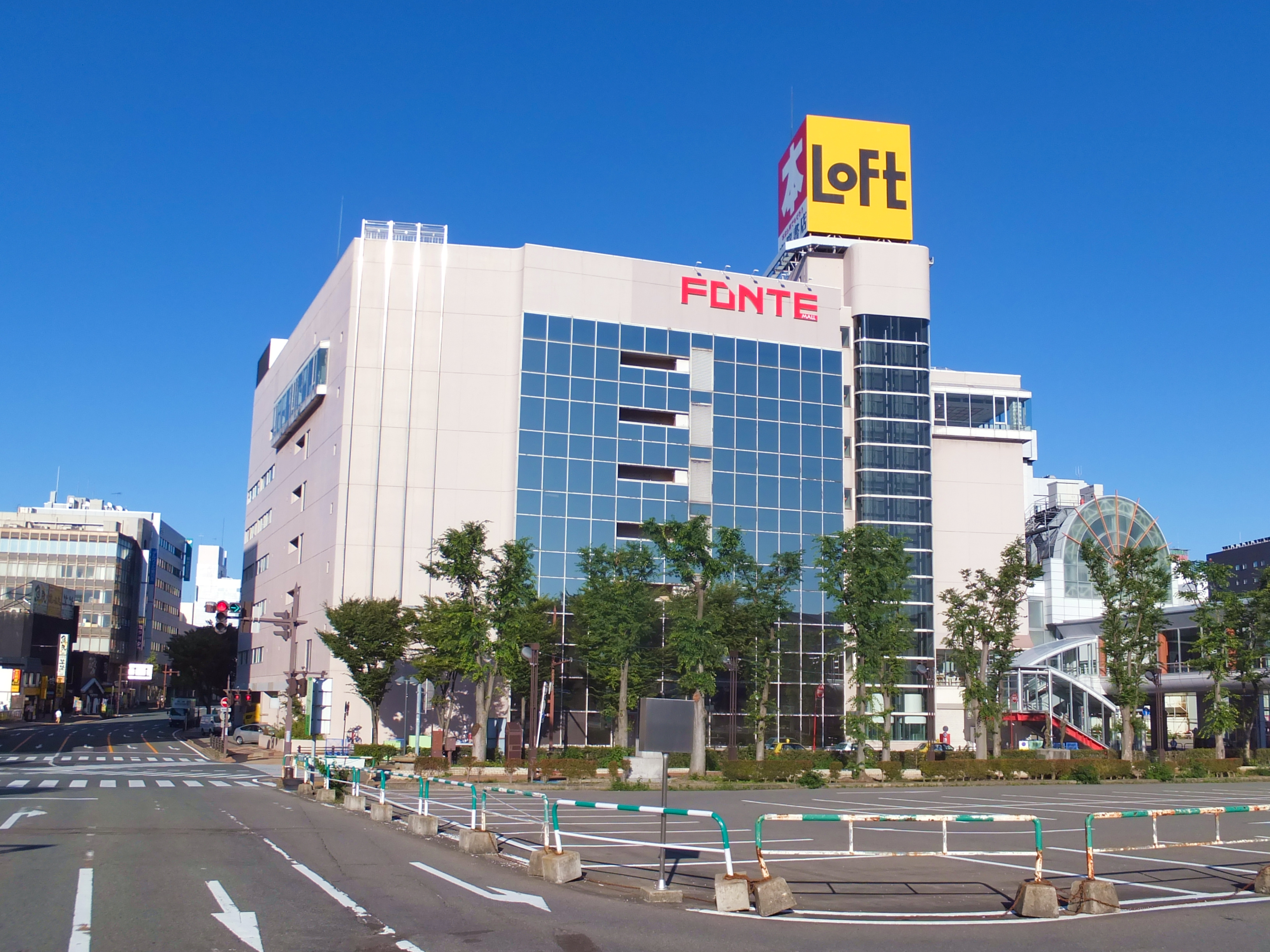
フォンテAKITA
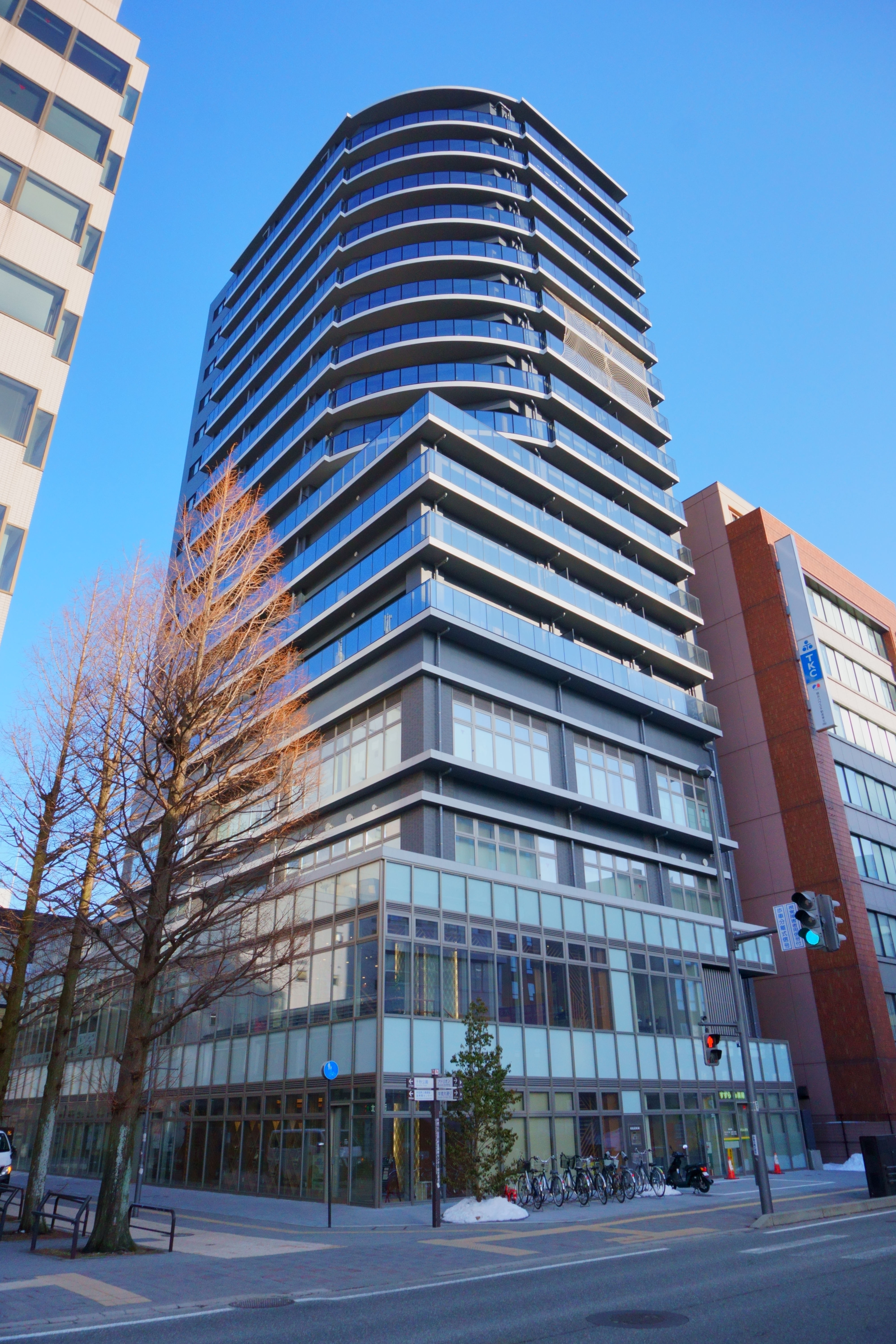
クロッセ秋田

### 中通三丁目
- 北都銀行本店営業部
- 北日本銀行秋田支店
- 秋田県農業共済組合本所
- フィデアカード本社

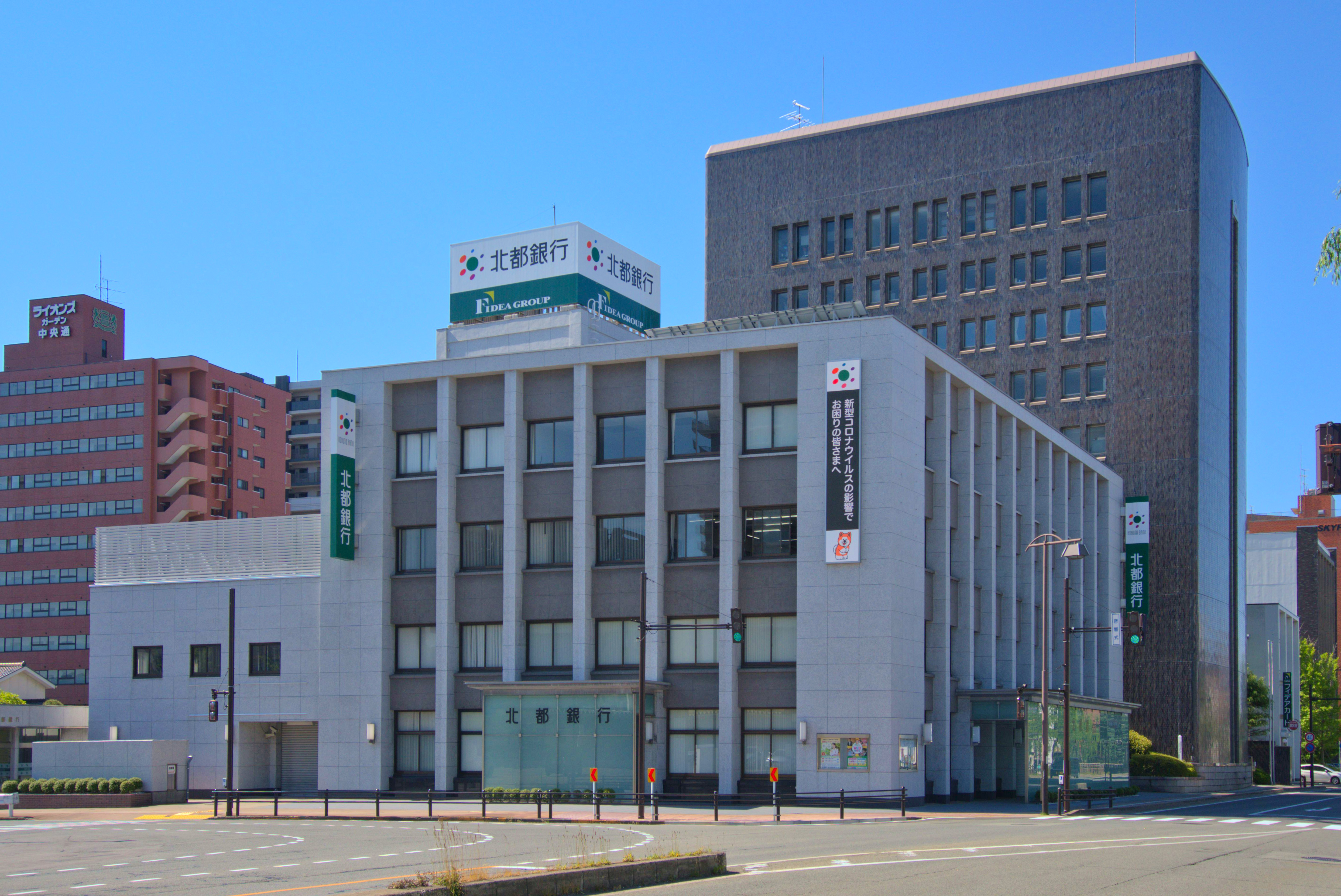
北都銀行本店
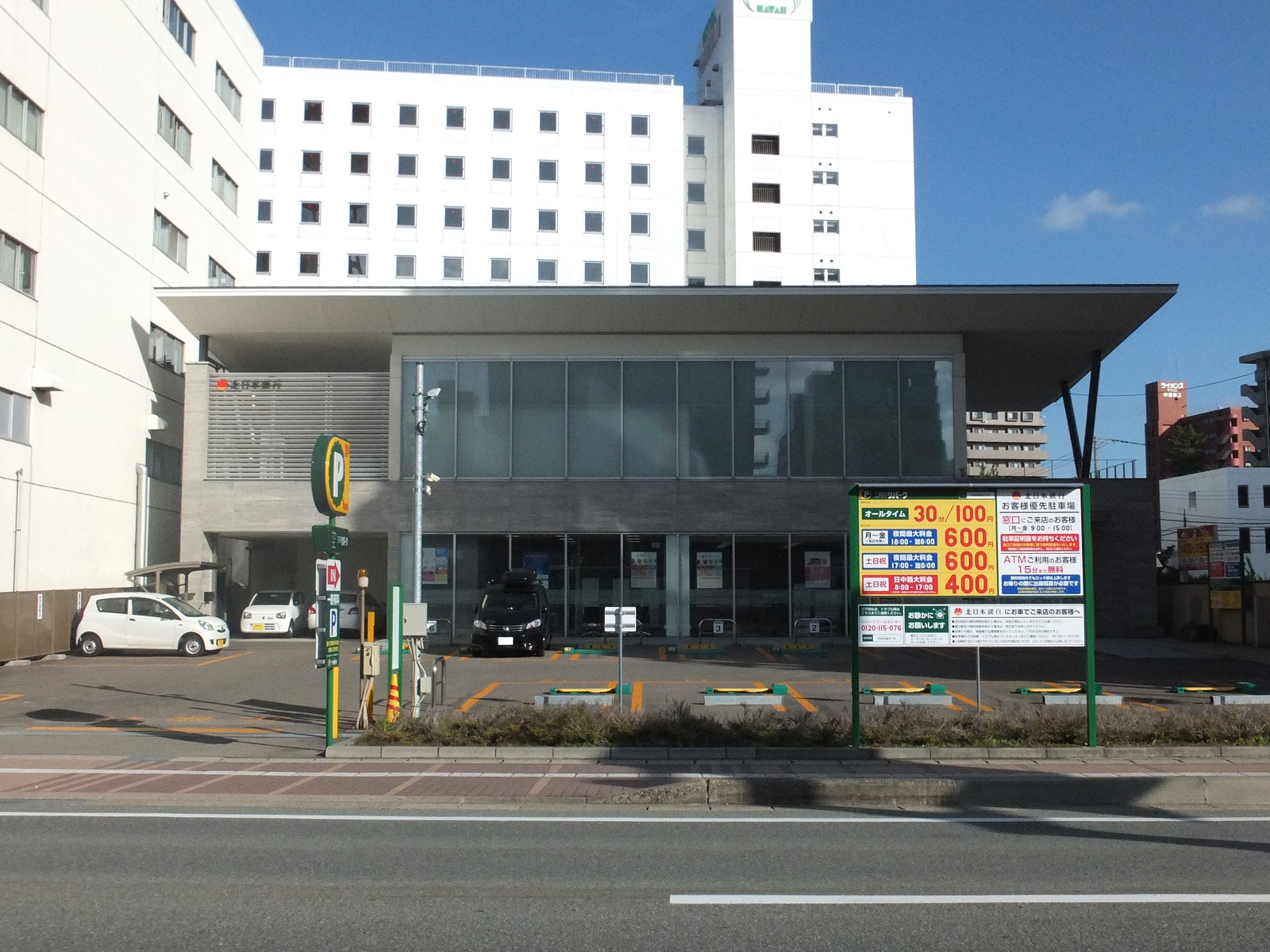
北日本銀行秋田支店
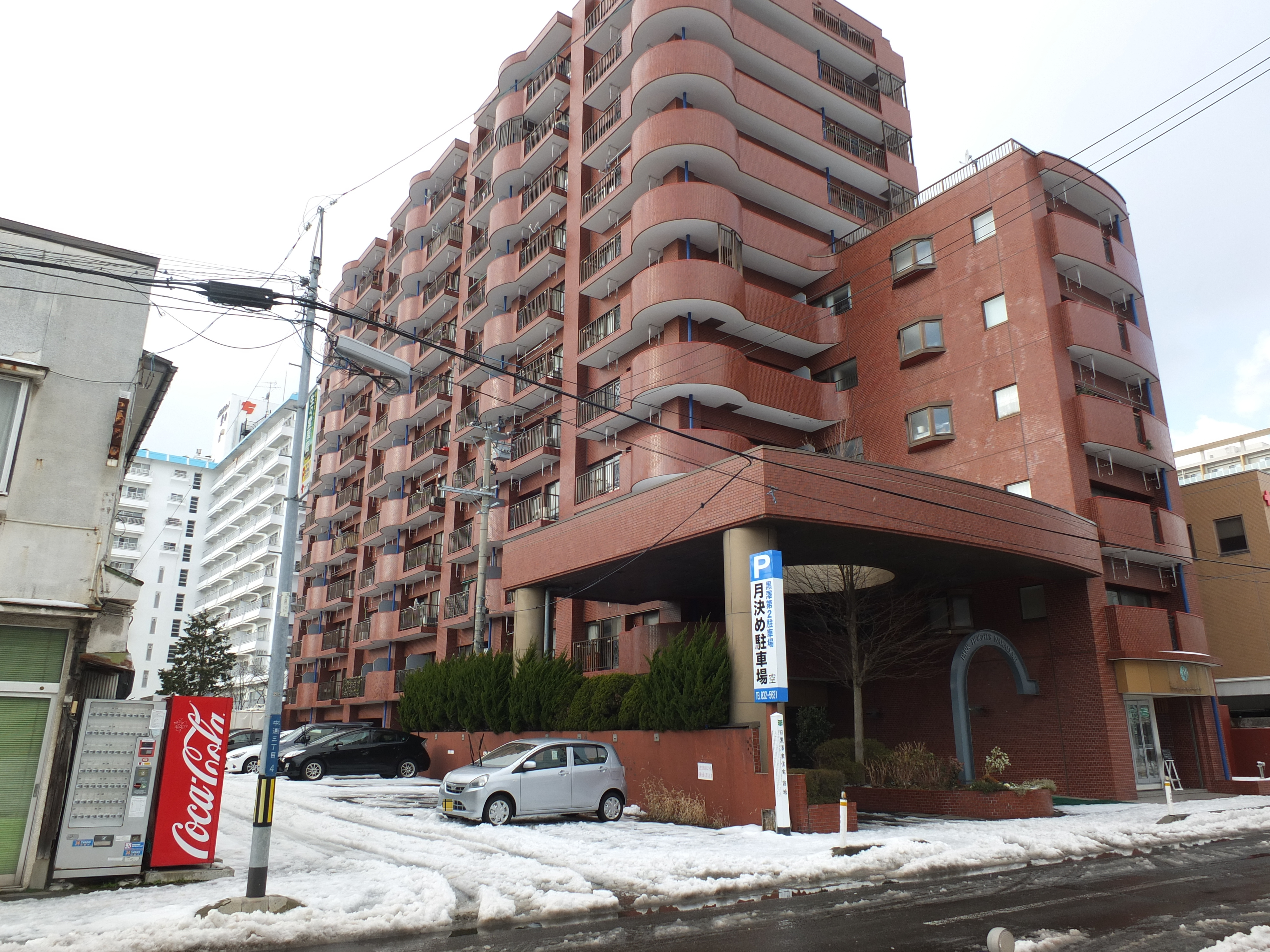
パークハイツ中通（旧黒澤家住宅の跡地）

### 中通四丁目

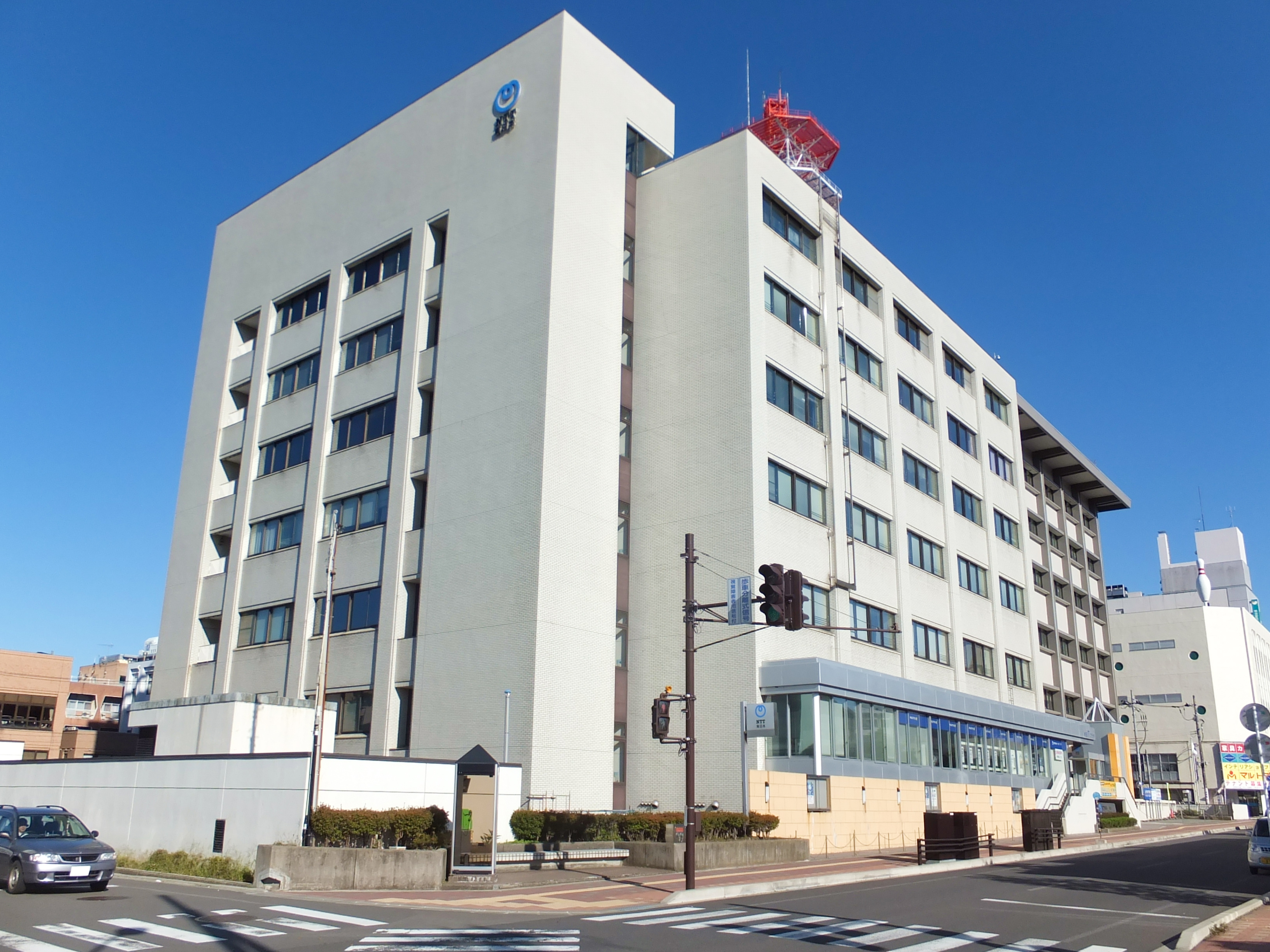
NTT東日本秋田支店 - NTT東日本-東北秋田支店
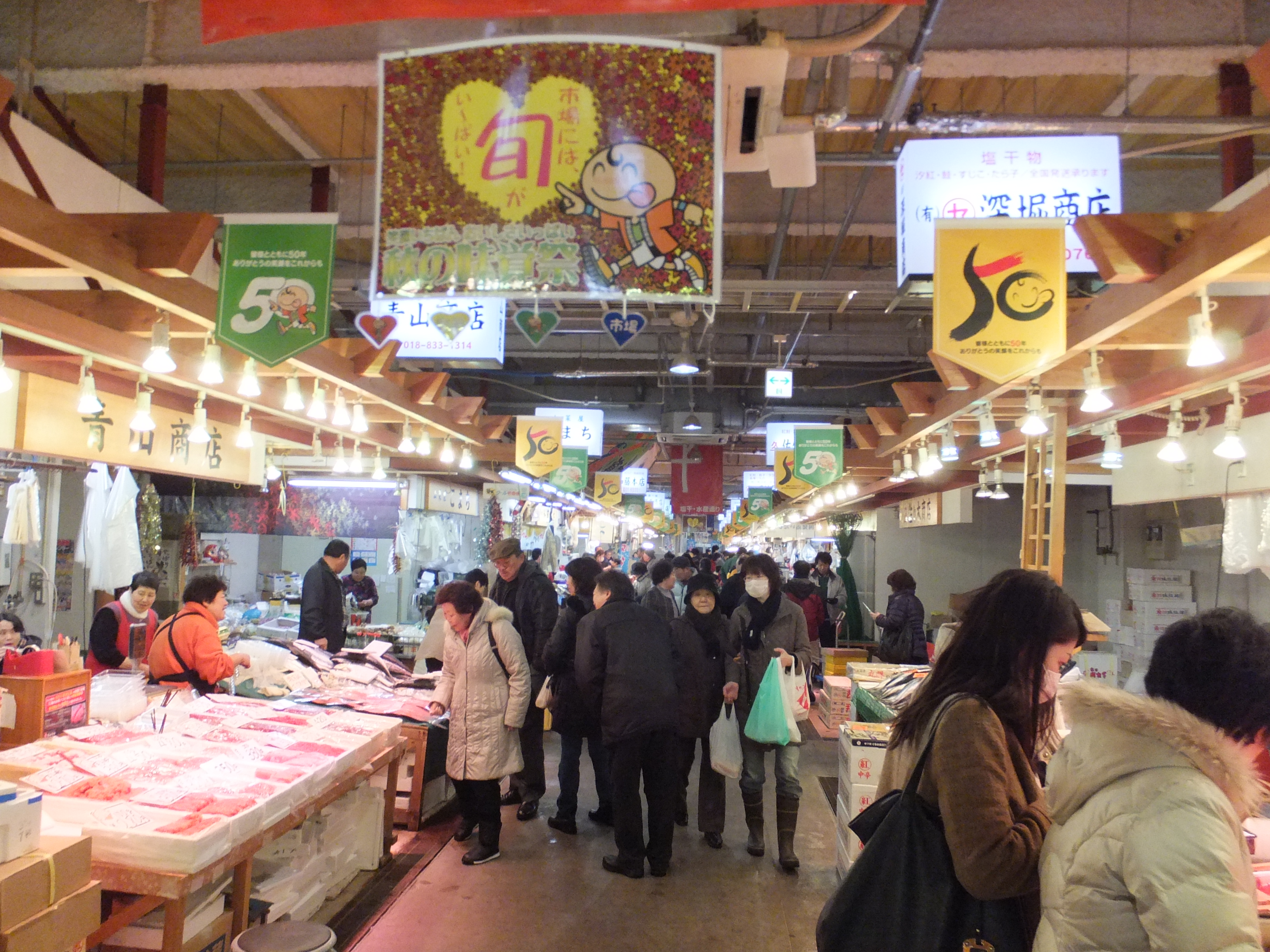
秋田市民市場
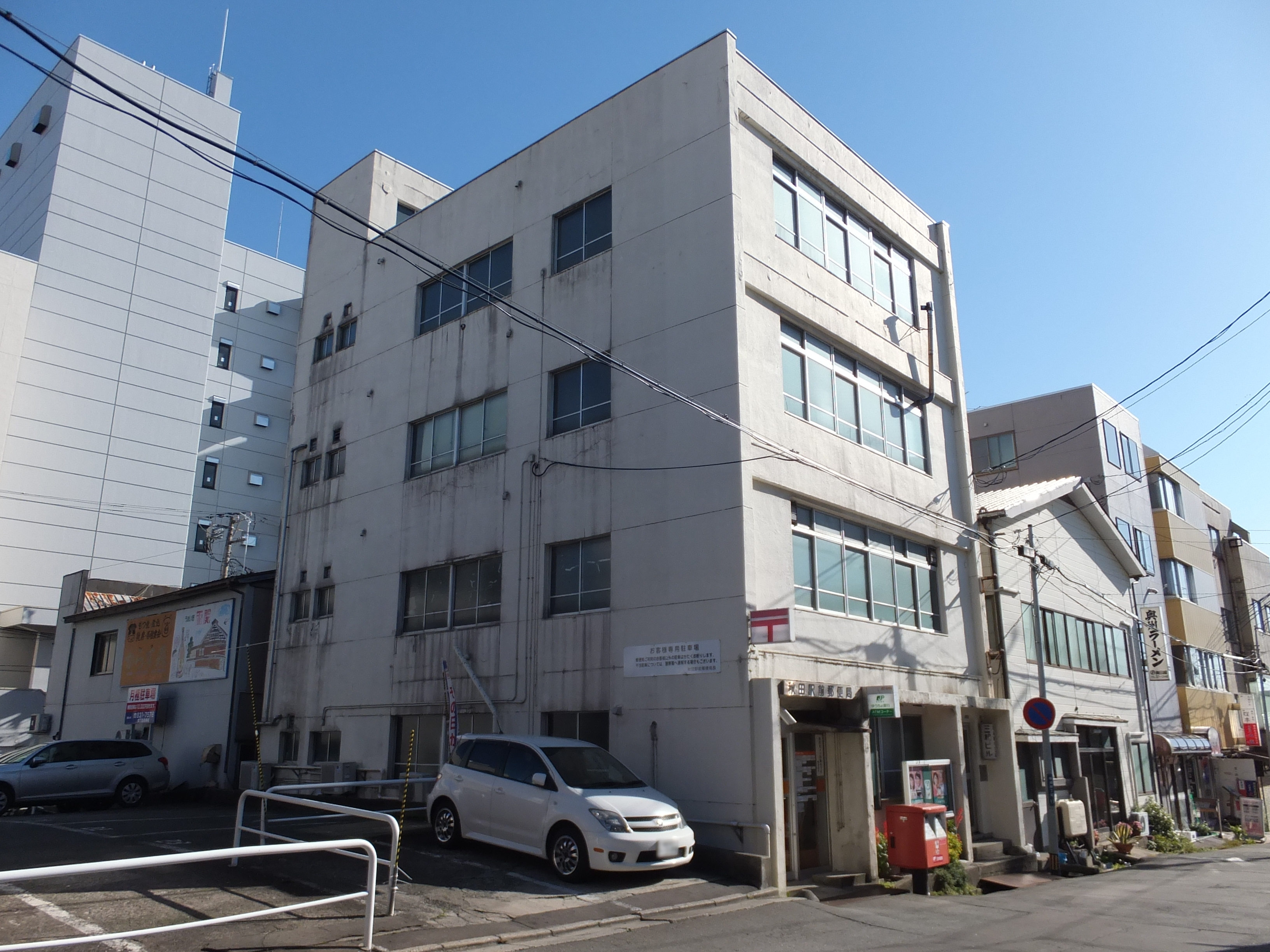
秋田駅前郵便局
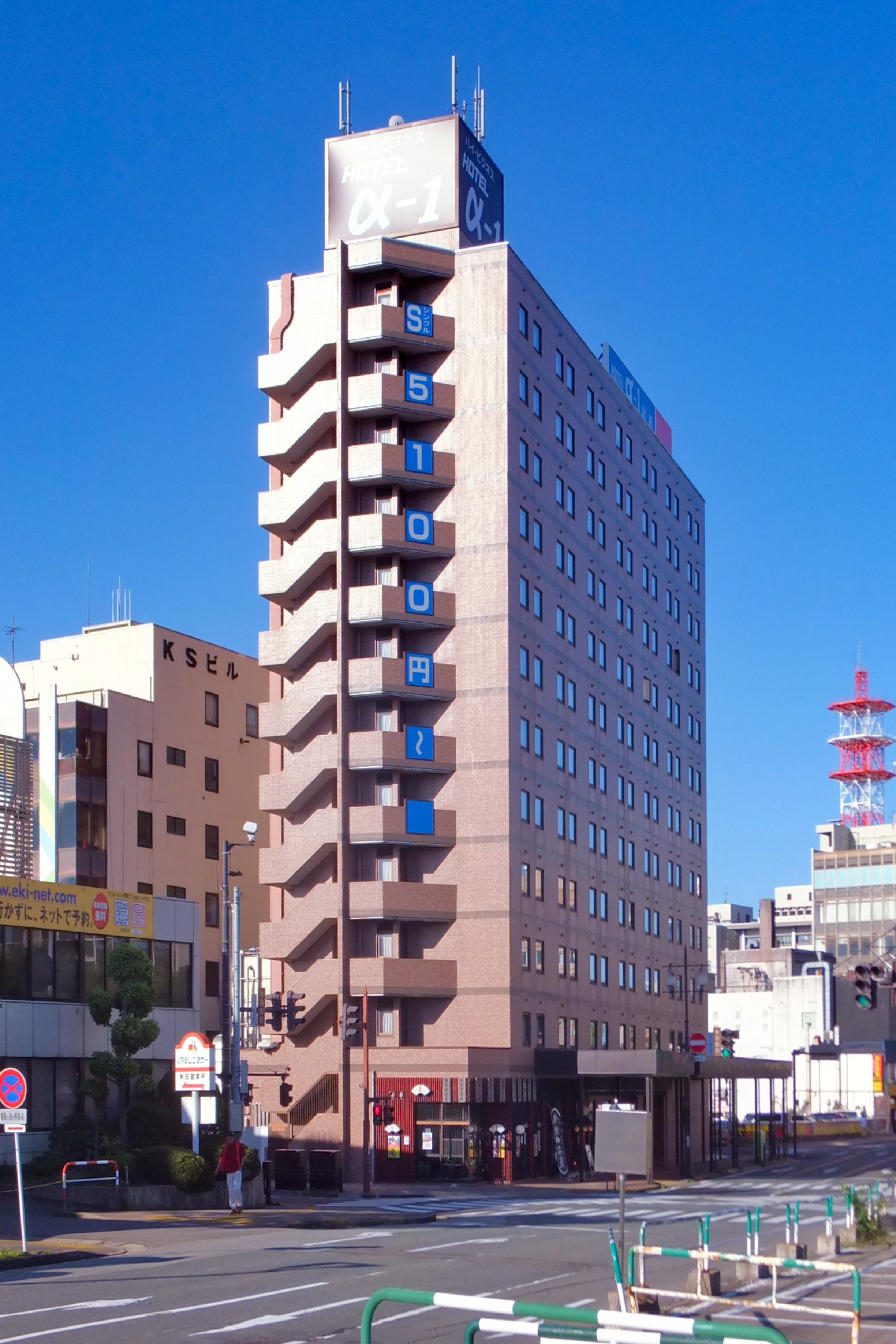
ホテルアルファーワン秋田
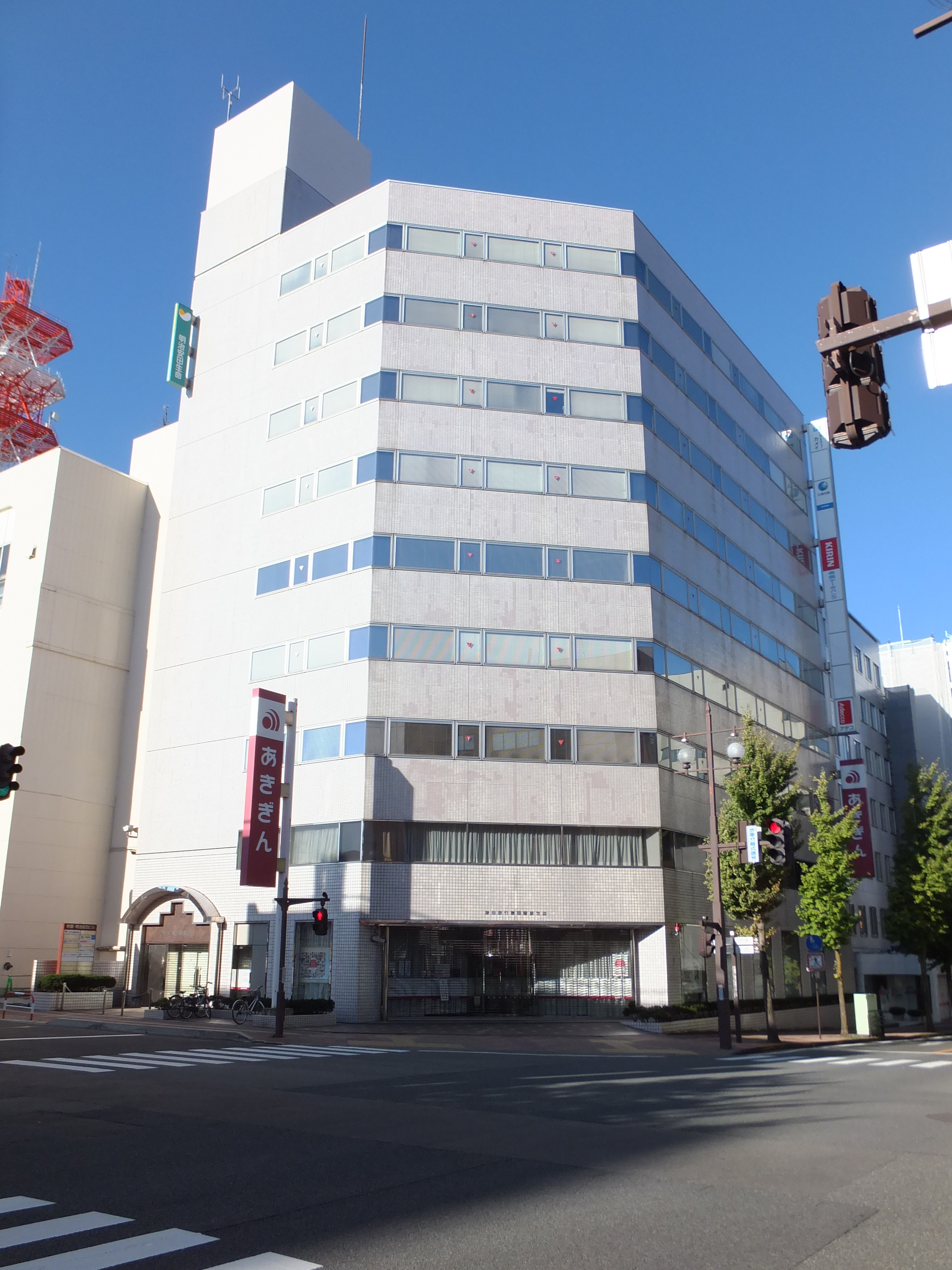
秋田銀行秋田駅前支店
- 野村證券秋田支店
- SMBC日興証券秋田支店
- 大和証券秋田支店

- NTT東日本秋田支店
- 秋田市民市場
- 秋田駅前郵便局
- ホテルアルファーワン秋田
- 秋田銀行秋田駅前支店

### 中通五丁目

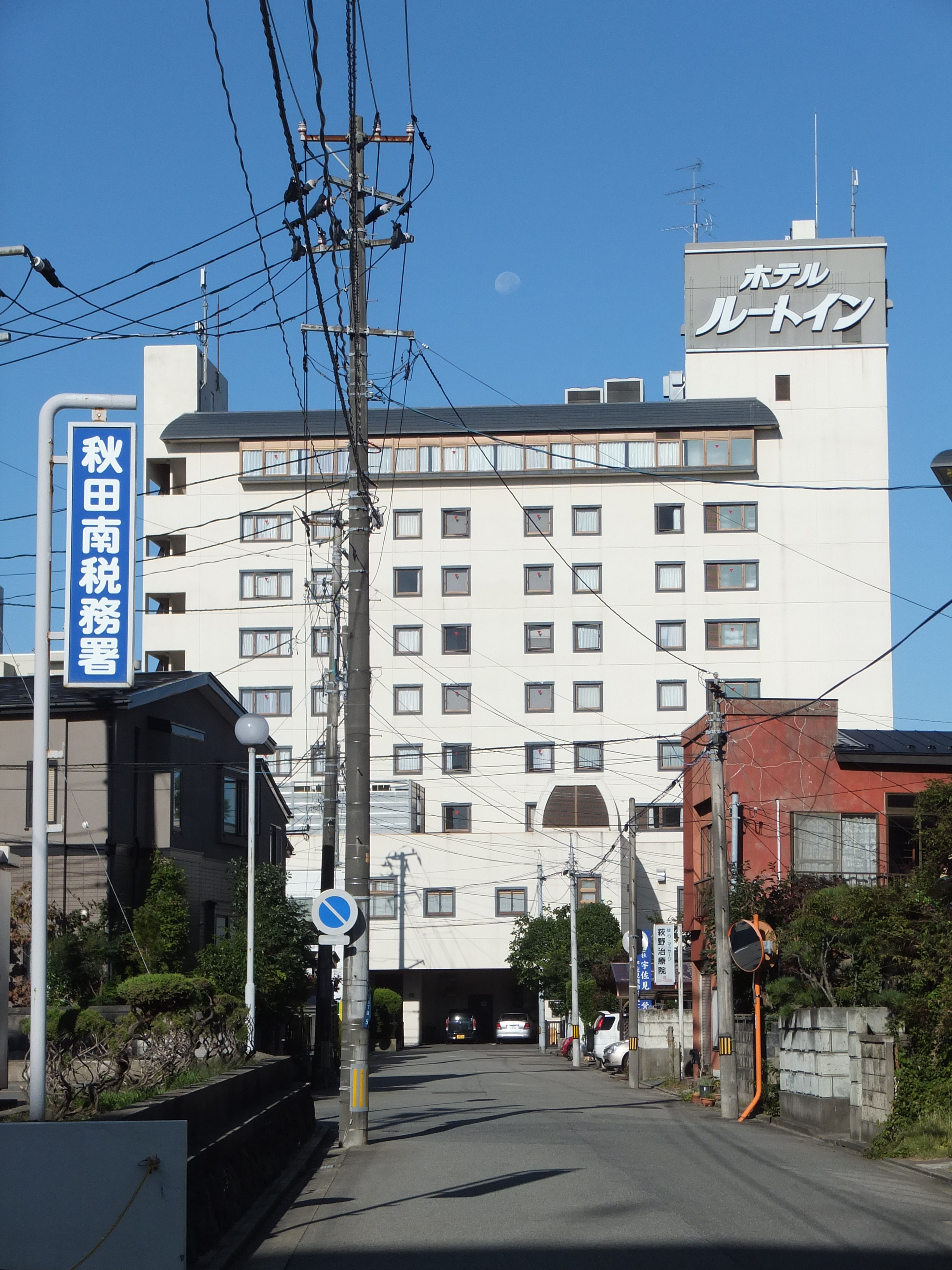
ホテルグランティア秋田SPA RESORT
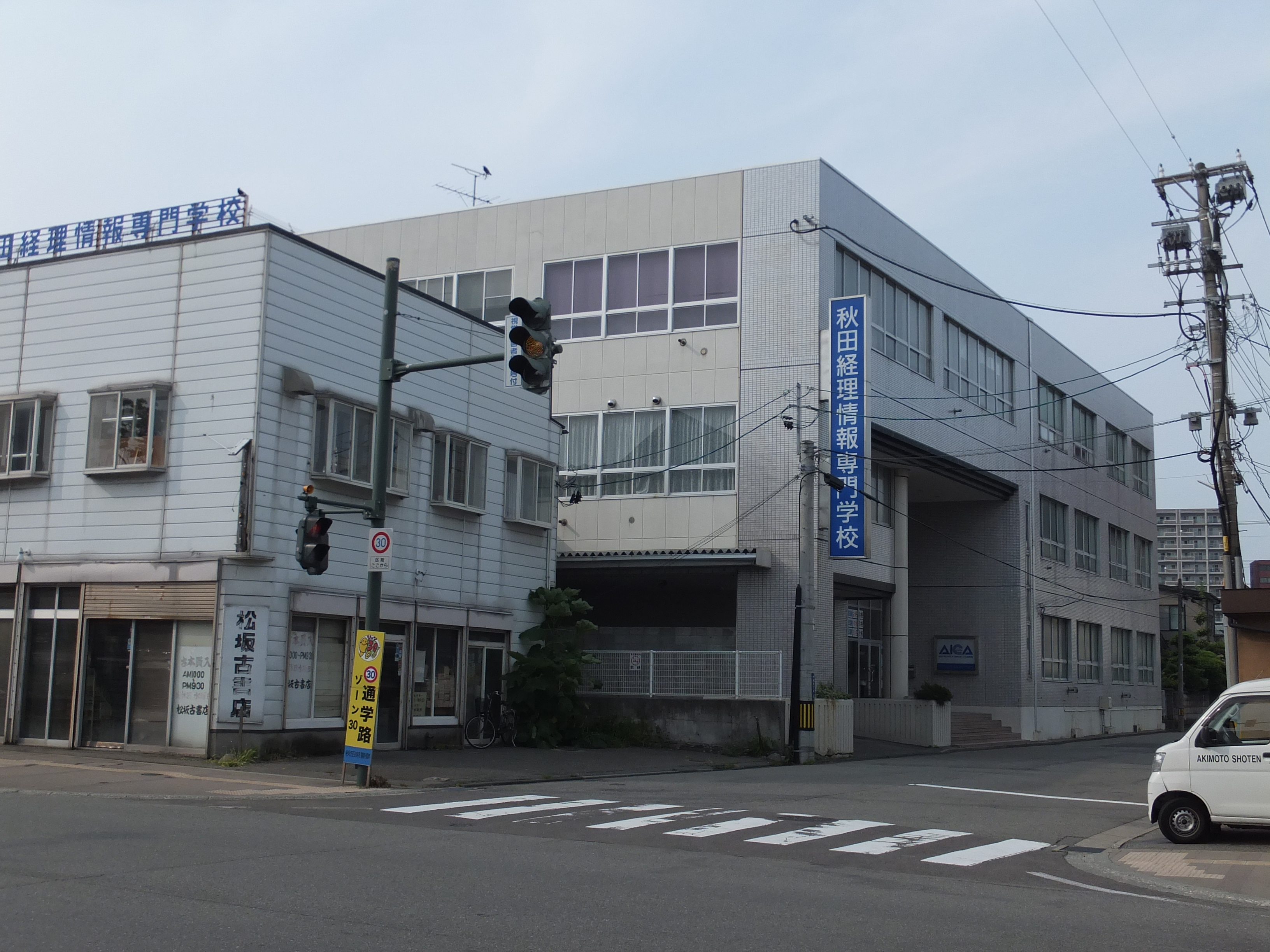
秋田コア ビジネスカレッジ
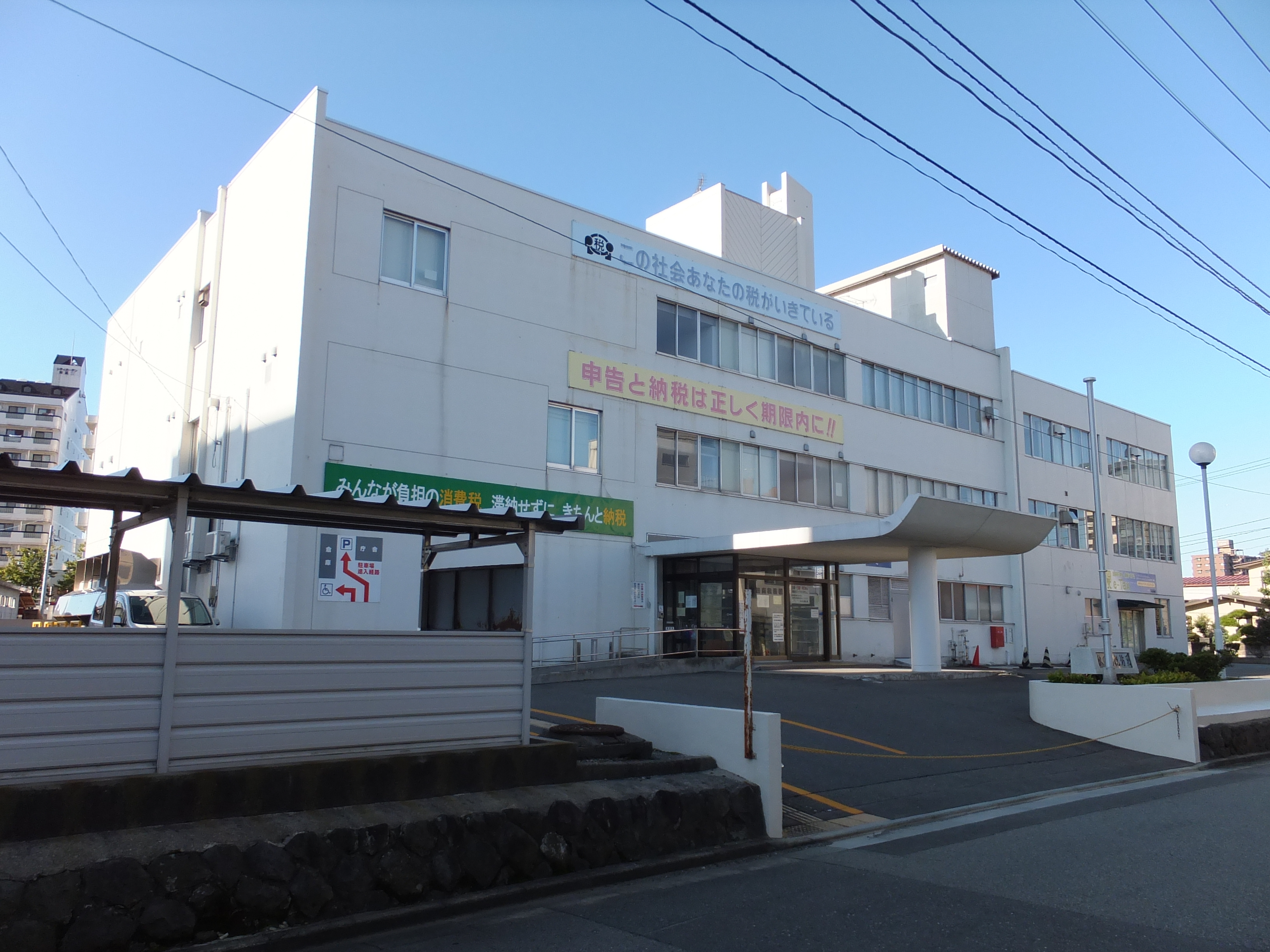
仙台国税局秋田南税務署
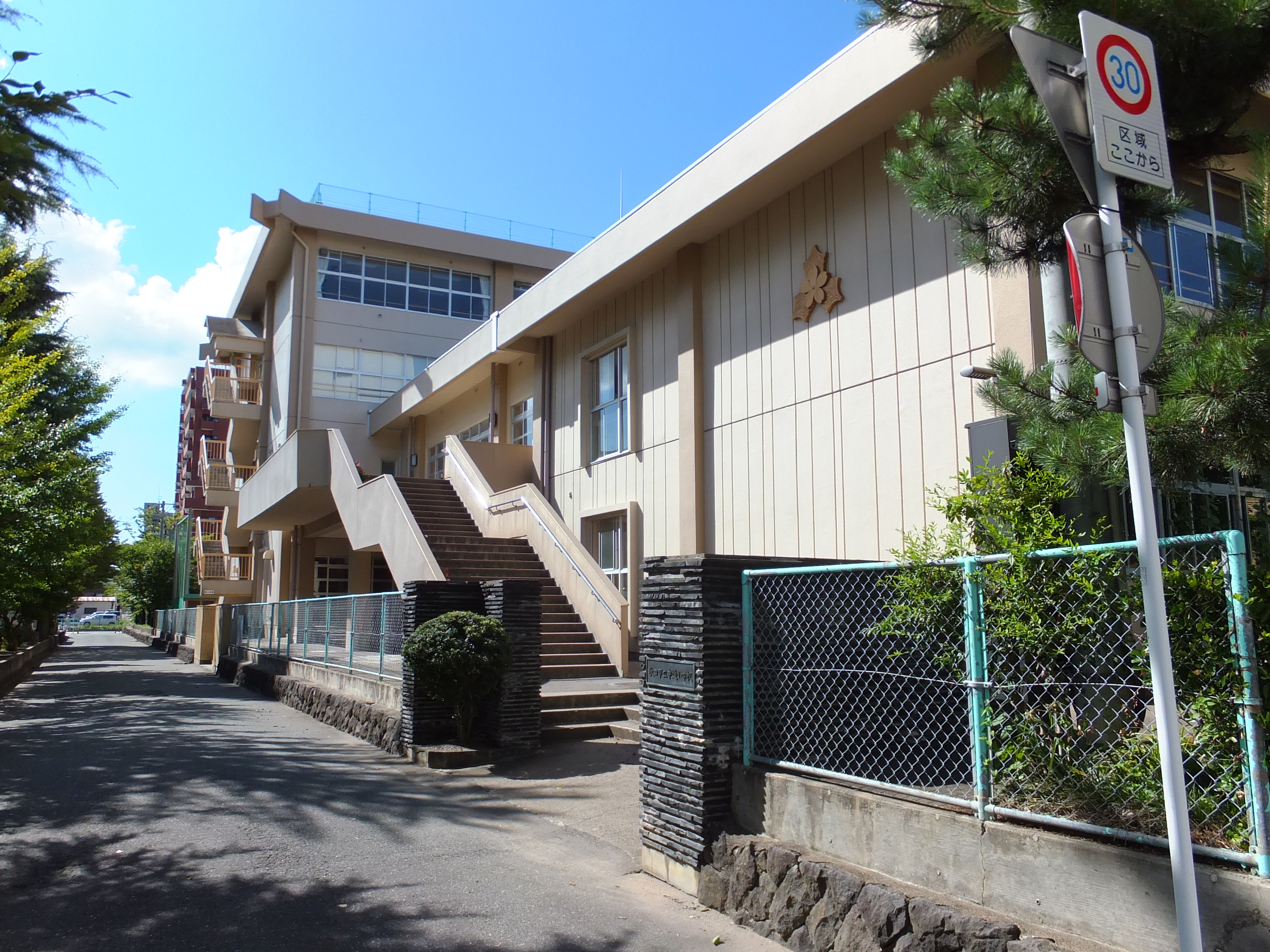
秋田市立中通小学校
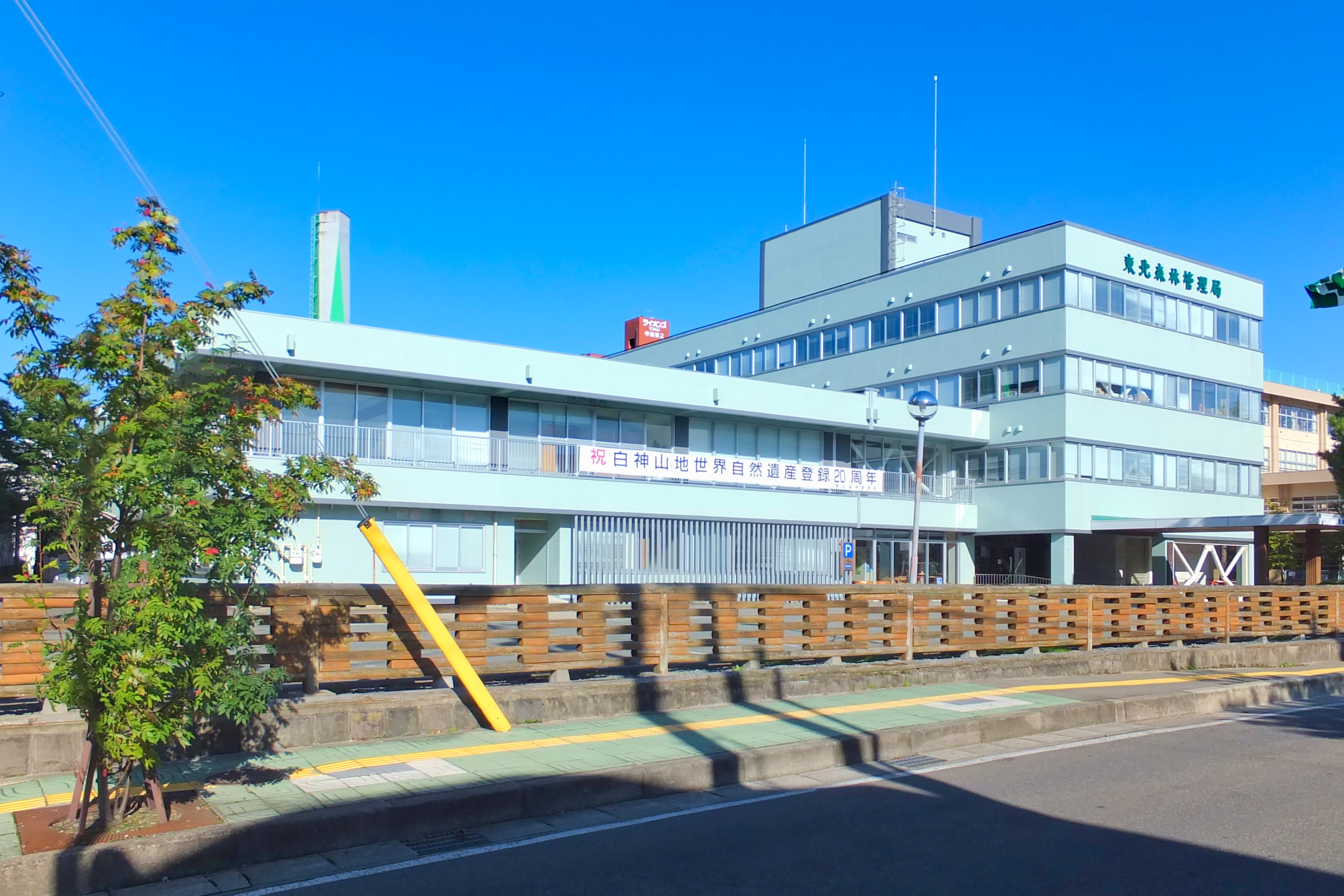
東北森林管理局
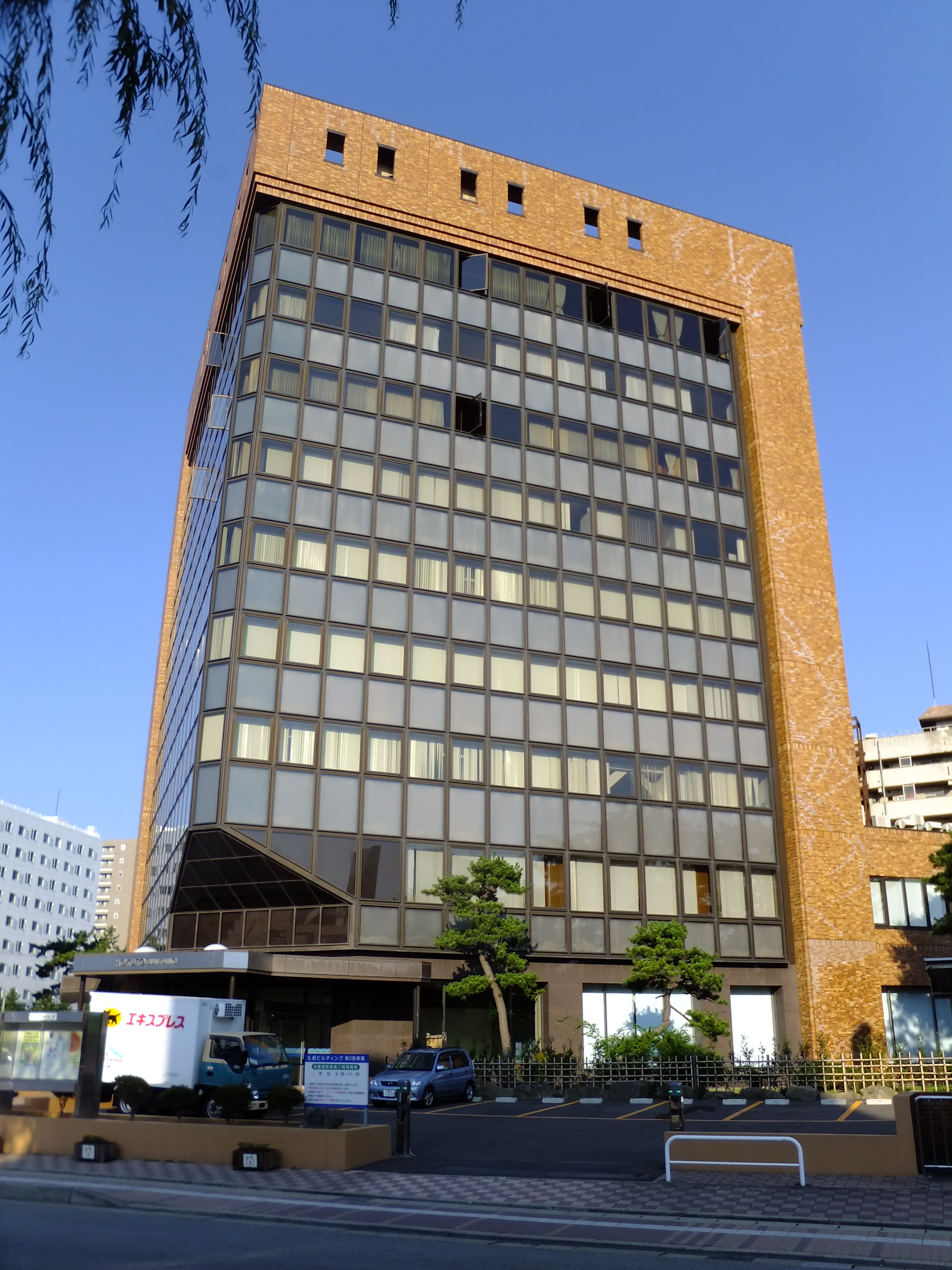
北都ビルディング
  - 日本政策金融公庫秋田支店（3部門）
  - フィデア情報総研秋田事業所

- ホテルグランティア秋田SPA RESORT
- 秋田コア ビジネスカレッジ
- 秋田南税務署
- 秋田市立中通小学校
- 東北森林管理局
- 北都ビルディング

### 中通六丁目

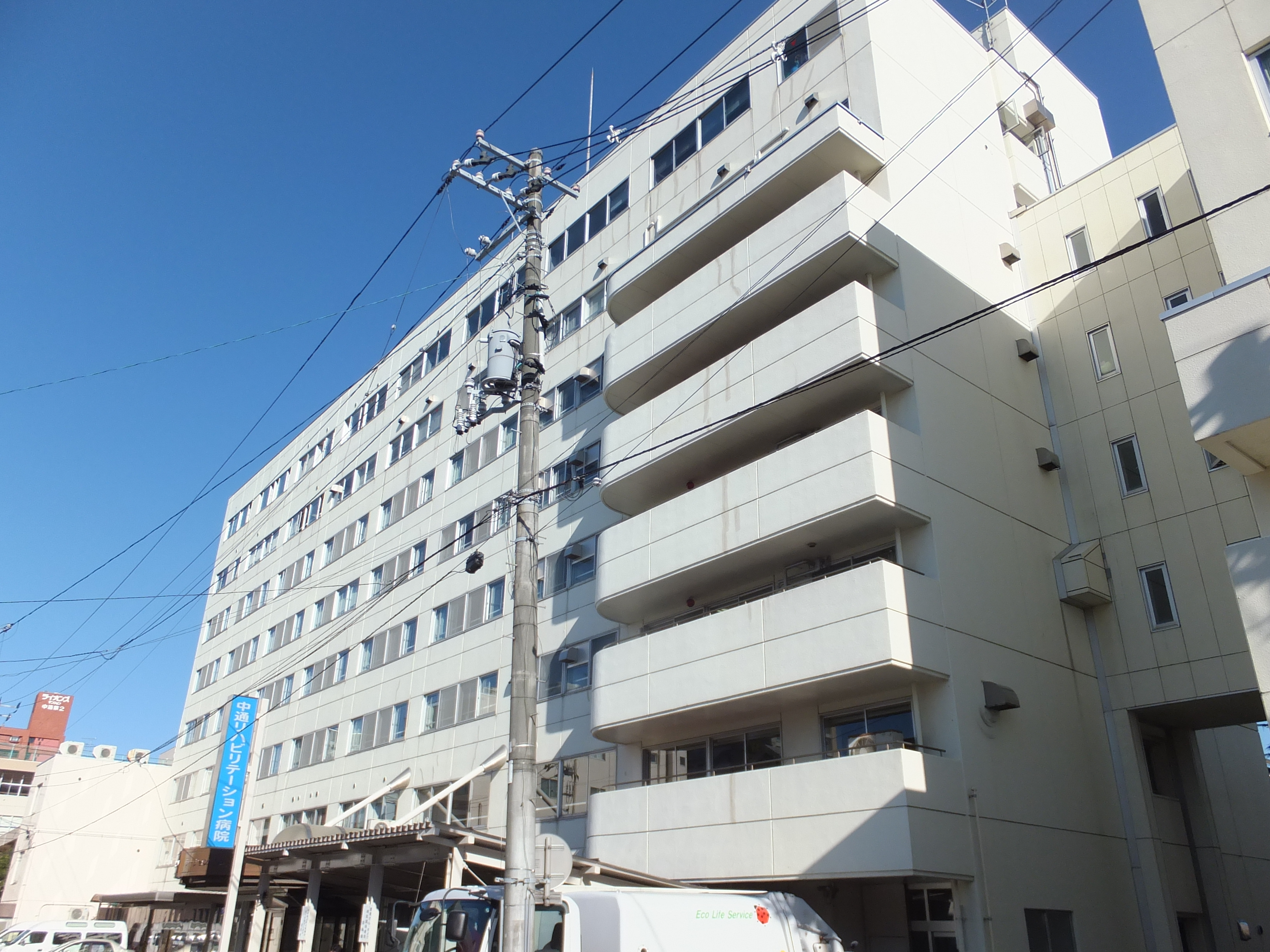
中通リハビリテーション病院
- 秋田県畜産農業協同組合本所
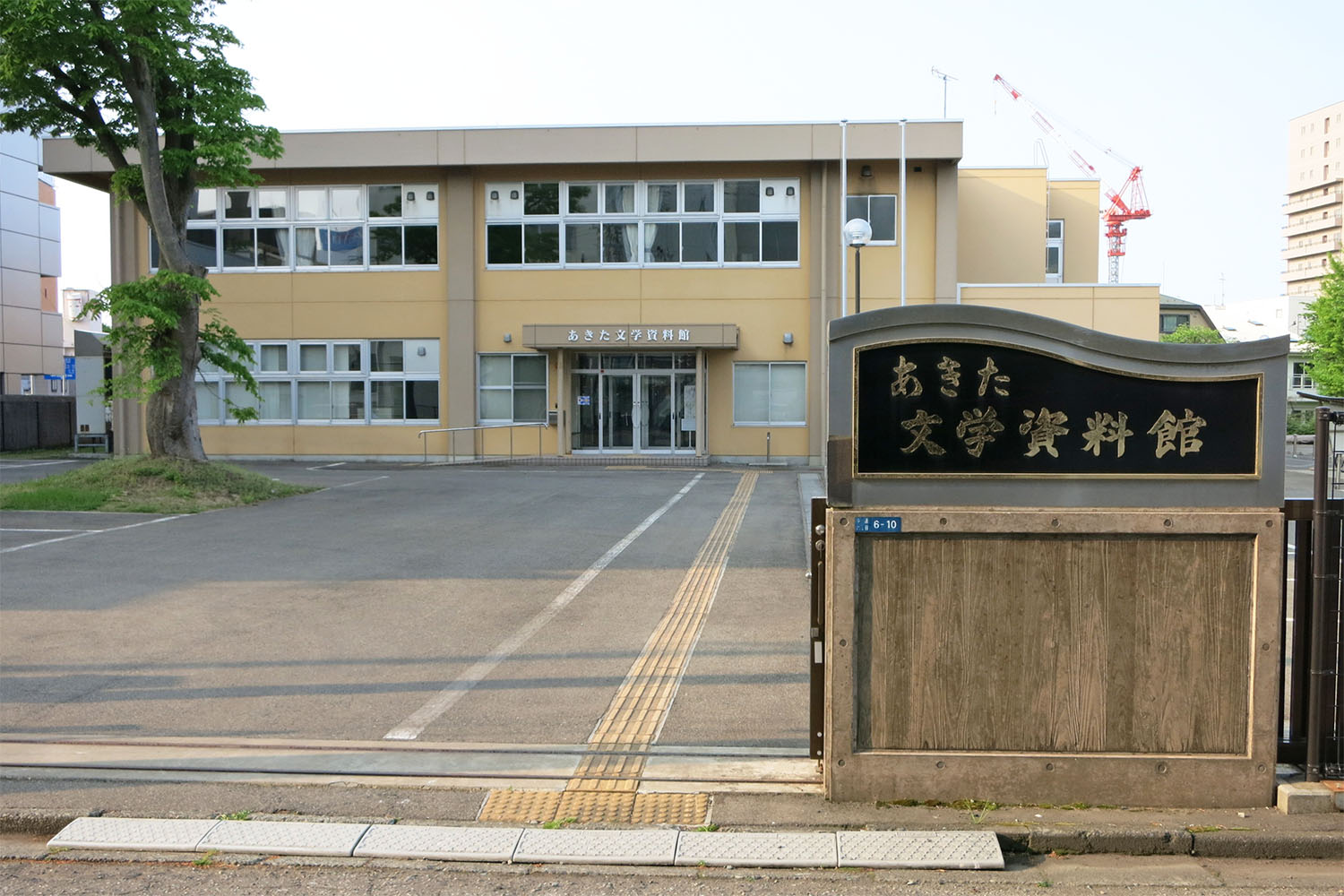
あきた文学資料館（秋田県立図書館分館）
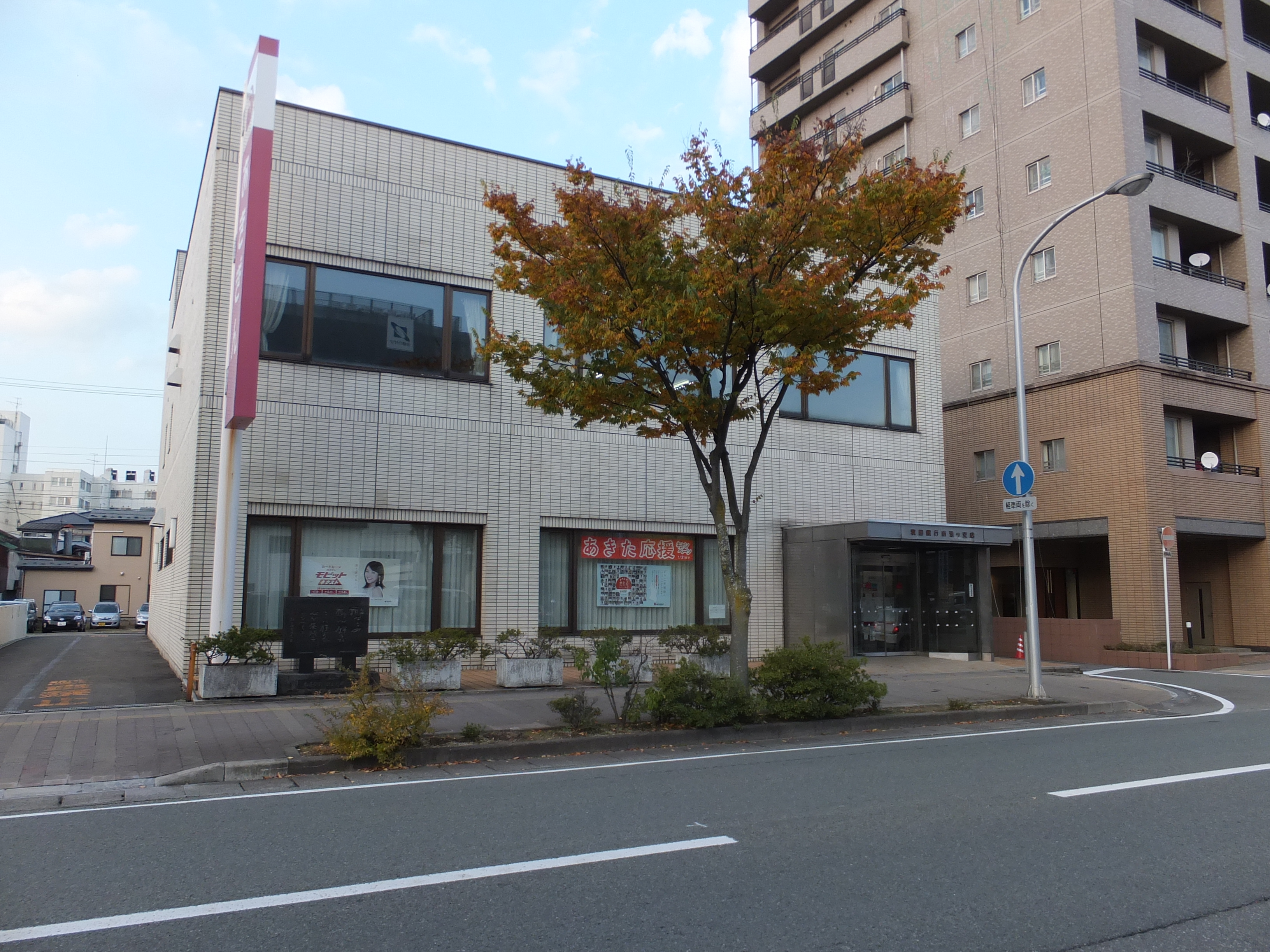
秋田銀行南通り支店
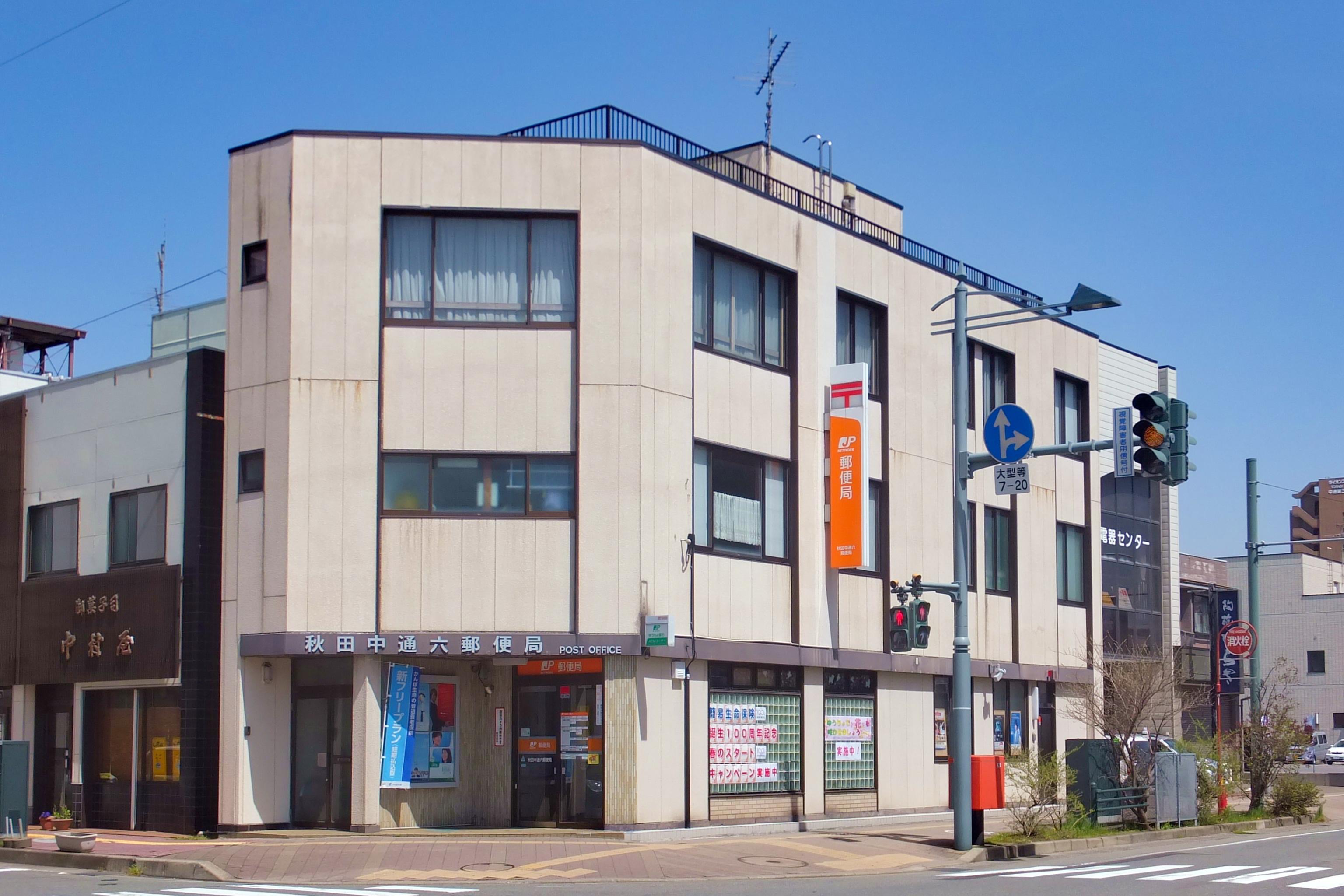
秋田中通六郵便局

- 中通リハビリテーション病院
- あきた文学資料館
- 秋田銀行南通り支店
- 秋田中通六郵便局

### 中通七丁目
- 秋田駅
  - 秋田ステーションビルトピコ（駅ビル）
    - 秋田駅トピコ郵便局

  - 秋田ステーションビルアルス・ホテルメトロポリタン秋田
- JR東日本秋田支社
- 秋田放送

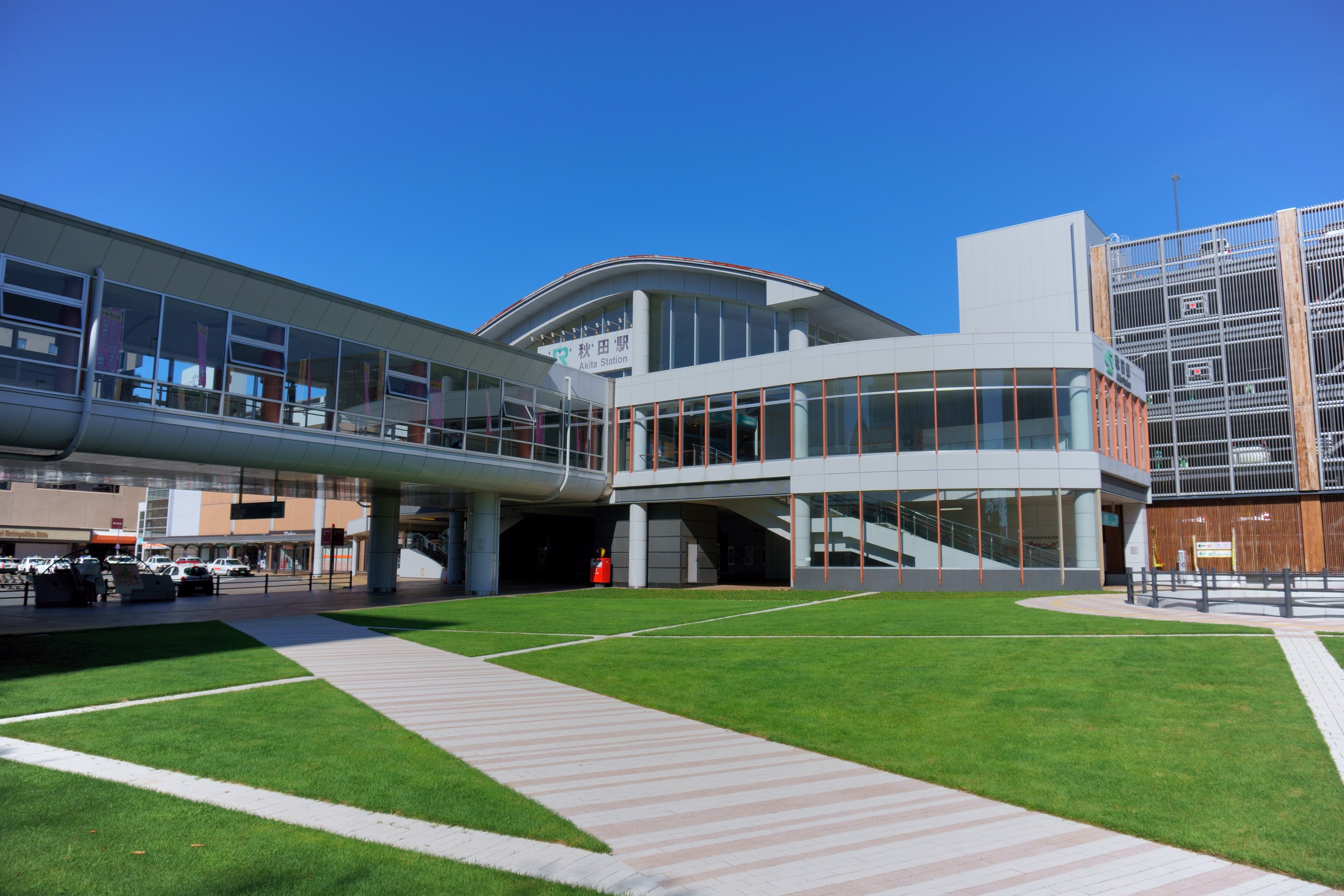
秋田駅
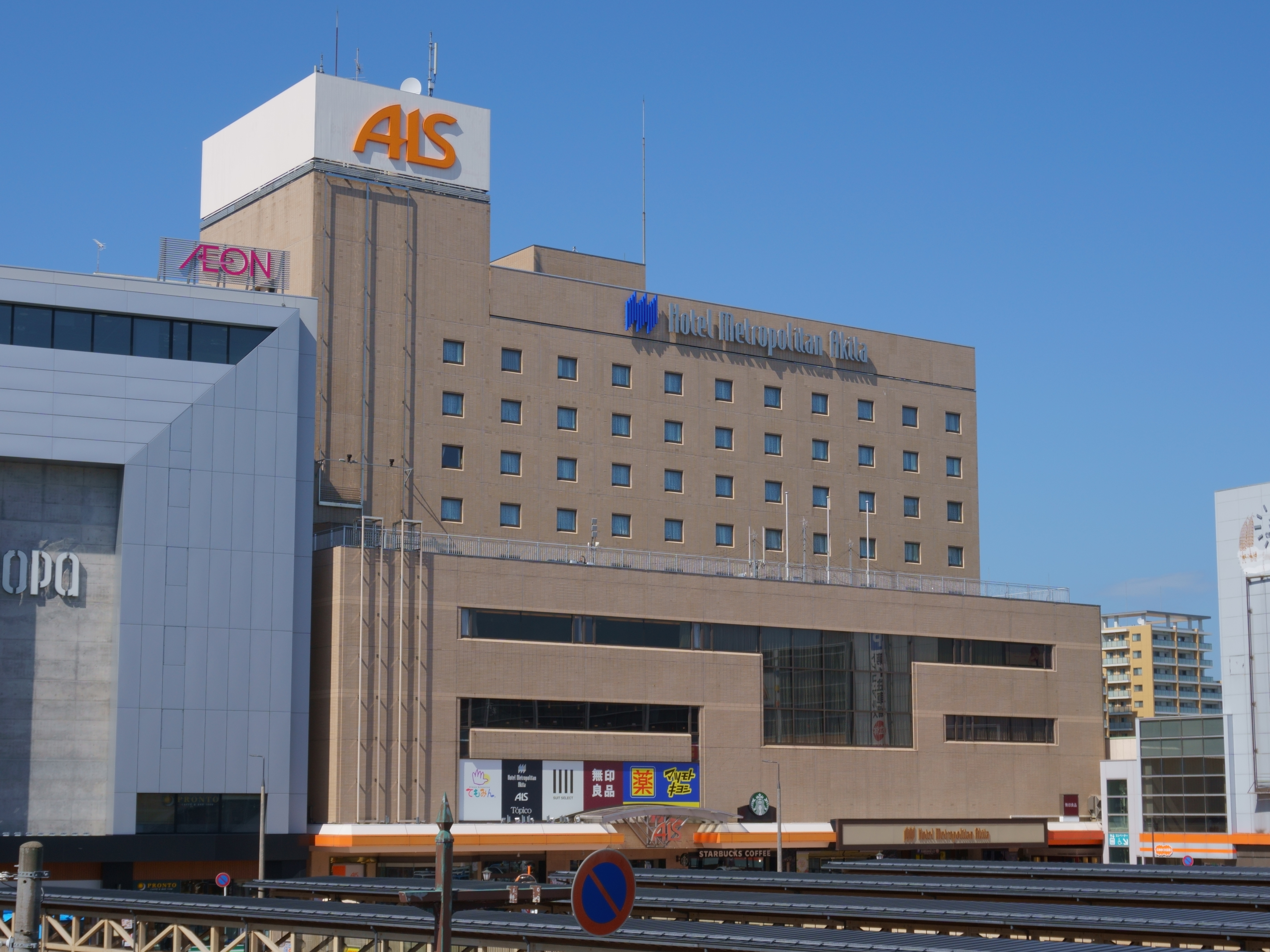
秋田ステーションビルアルス・ホテルメトロポリタン秋田
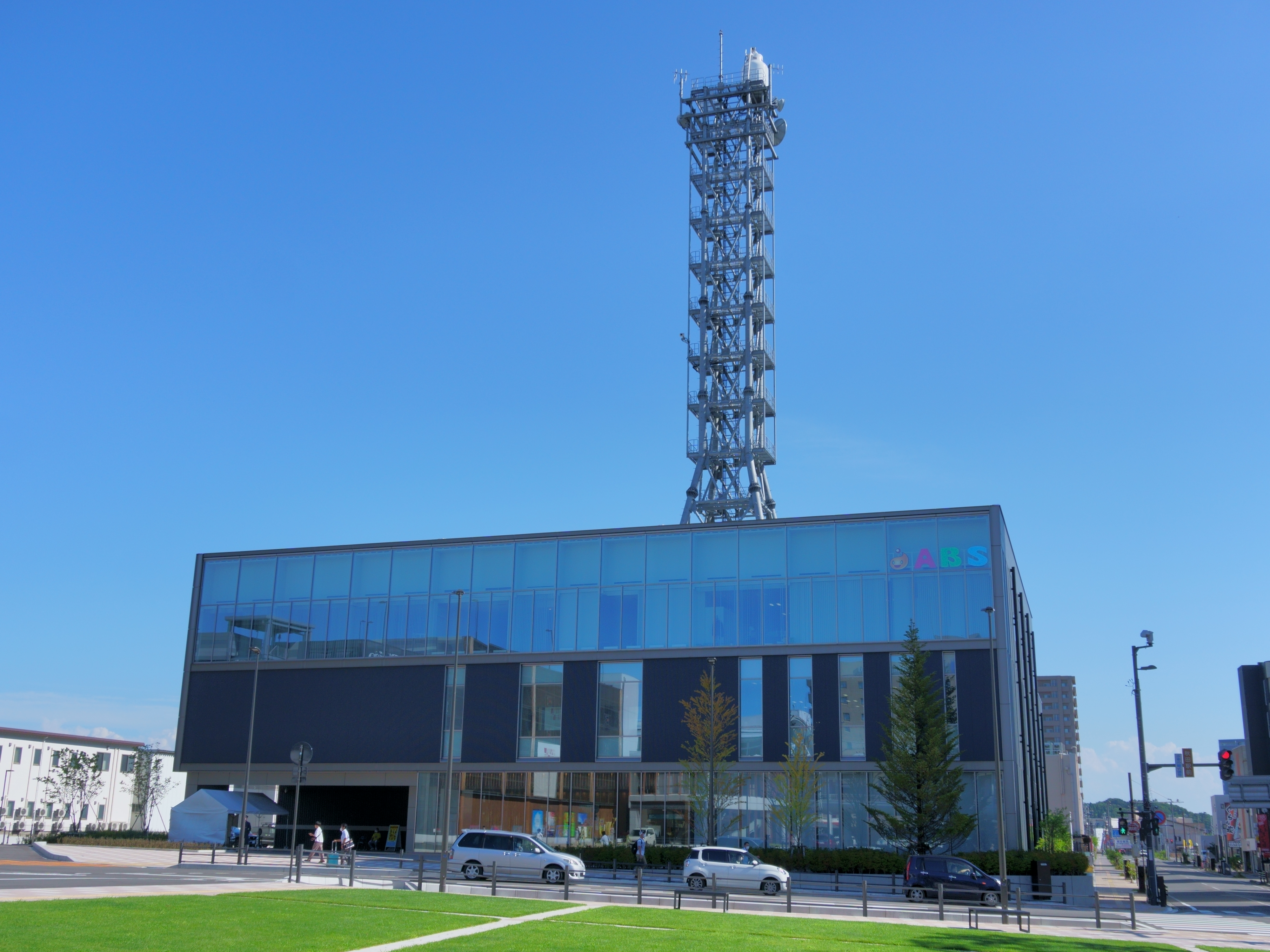
秋田放送

## 出身者
- 伊藤永之介（小説家）
- 大久保鉄作（秋田市長）
- 小場恒吉（画家、秋田市章作成）
- 白根礼吉（研究者）
- 橘小夢（画家）
- 中村緑野（軍医）
- 平田篤胤（国学者）
- 安江仙弘（軍人）